# Gumiabroncs

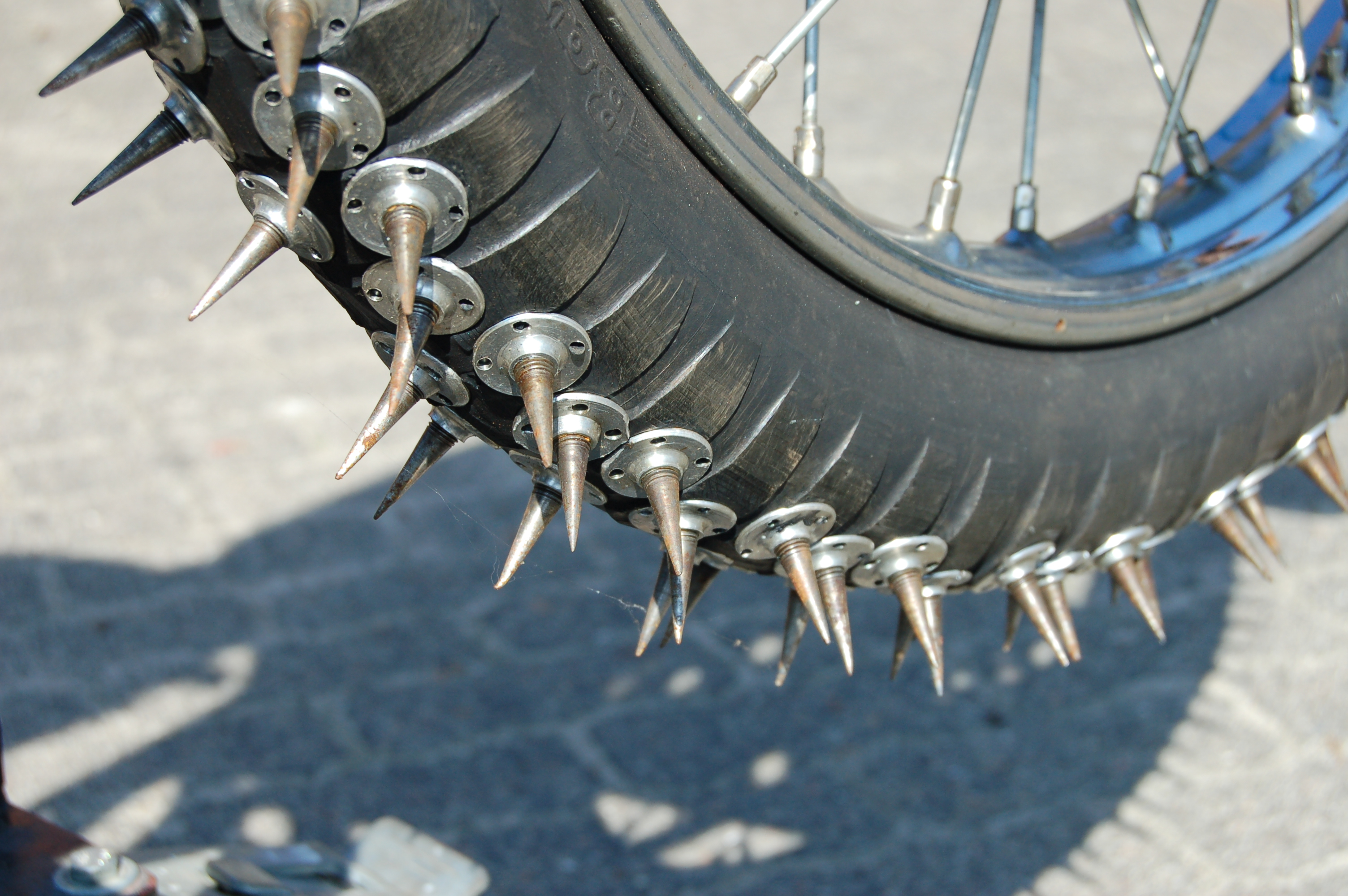
Szöges gumiabroncs

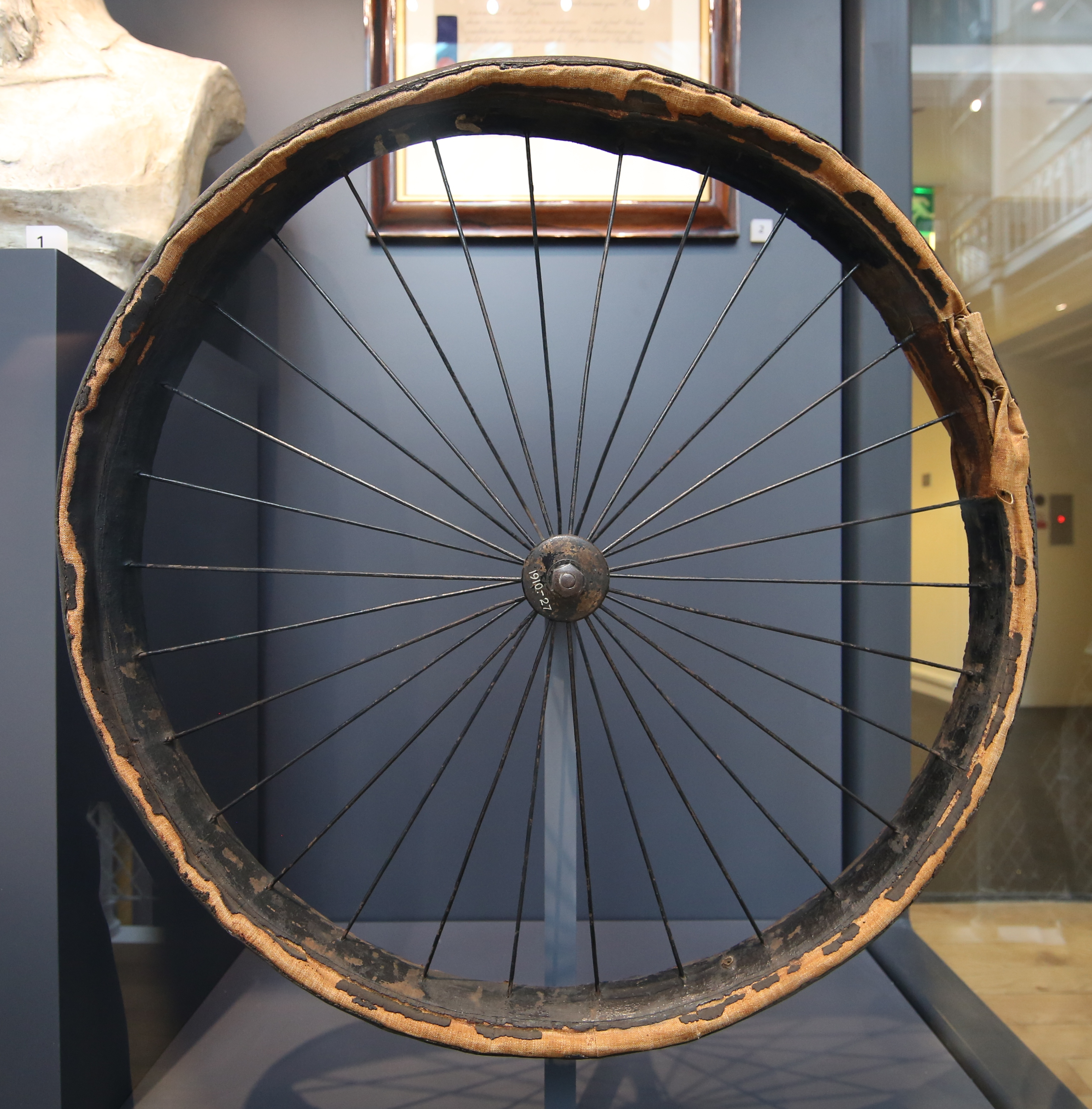
Dunlop első légtömlős gumiabroncsa (National Museum of Scotland)

A gumiabroncs biztosítja az erőátvitelt a jármű és az út között. A jármű súlya képviseli a függőleges irányú erőket, a gyorsulás-lassulás az érintő irányúakat, kanyarodáskor pedig oldalirányú (tengelyirányú) erők hatnak. A gumiabroncsnak olyannak kell lennie, hogy mindezeket elviselje. Ezeket az erőket (személyabroncs esetén) tenyérnyi helyen, a felfekvési felületen kell átadnia.
A gumiabroncs gumiból és az erősítőváz anyagaiból (textilből és/vagy acélból) áll.

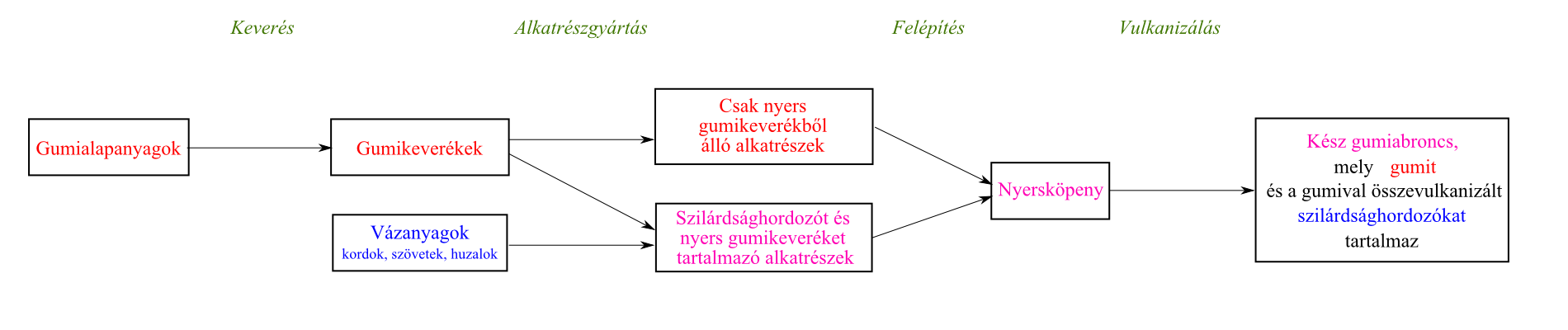
Durva elvi ábra a gumikeverék, a gumi és a gumiabroncs megkülönböztetésére

## A nyári gumiabroncs
A nyári gumiabroncsok száraz időben használatosak, a felületi tulajdonságaik, valamint anyaguk alapvetően különbözik a téli gumiétól. A nyári gumi magasabb hőmérsékleten fejt ki nagyobb tapadást az úttal, sajátos tulajdonságai miatt viszont nem használható télen.

### A gumiabroncs anyaga
A gumikeverék minősége a gumi tapadására komoly hatással van, ebből kifolyólag a nyári gumi összetétele eltér a téli gumiétól. A nyári gumiabroncsok +7 °C felett nyújtanak ideális teljesítményt, ez alatt azért van szükség téli gumira, mert a nyári körülményekre optimalizált gumi rideggé válik, ezáltal csökken a tapadása.
A nyári gumitól eltérő téli gumi anyaga lágyabb, ez elsősorban magas szilika tartalmának köszönhető. A nyári gumi keményebb, erre azért van szükség, hogy magasabb hőmérsékleten, akár a forró aszfalttal érintkezve is a megfelelő tapadás biztosítva legyen.

### A futófelület
A nyári gumi futófelülete érintkezik az úttal, a különböző minőségű utak másmilyen futófelületet kívánnak meg. A különböző méretű nyári gumik különböző méretű futófelületeket eredményeznek. Az úttal érintkező futófelület a gépkocsi teljes súlyát hordozza, ami a gumiabroncs saját súlyának akár az ötvenszerese is lehet.
A nyári guminál a futófelület telítettebb, mint a téli guminál: szemmel látható a nagyobb felfekvési felület. Ez lehetővé teszi a nagyobb tapadás elérését. A mintázat kevésbé tagolt, a lamellázottság nem olyan sűrű.
A biztonsági kockázatok minimalizálása érdekében a gumiabroncs rendszeres karbantartása kiemelt fontosságú. A futófelület állapotát ajánlatos rendszeresen ellenőrizini. Ha ha a felület kopása eléri a kritikus szintet, akkor kötelező a nyári gumi cseréje. A barázdált, csatornázott futófelület mélysége (amely megmérhető a futófelület fő csatornáiban, bizonyos típusoknál jelölik is a gépkocsi-tulajdonost segítendő) nem lehet sekélyebb 1,6 milliméternél. Amennyiben a futófelület mélysége eléri a kritikusnak nevezhető 1,6 millimétert, a gumiabroncs azonnali cseréje javasolt. A túlságosan elkopott gumiabroncs nem biztosítja a gépjármű és utasai kellő biztonságát, úttartása és tapadása nagymértékben romlik, ez a féktávot is jelentősen megnöveli.
Léteznek speciális abroncstípusok is, mint a Run Flat technológiával készült gumik. Ezek különlegessége, hogy defekt esetén sem történik hirtelen nyomásvesztés, az abroncs megtartja formáját, így a jármű néhány kilométeren keresztül viszonylagos biztonságban haladhat tovább. Az ilyen abroncsok nem javíthatóak, sérülés esetén cserélni kell ezeket.

### A nyári gumik jelzései
A gumiabroncsokat különböző számokkal és betűkkel látják el. A gyártás során a különböző jelzéseket a méret, a kategória, az abroncs felépítése, a terhelhetőség jelölése érdekében helyezik el a nyári gumin.
Az összesen hét különböző jelölésből álló jelrendszer sorrendben a következőket jelenti:
- az első betű(k) kategóriát jelölnek, például a „P” a személyautót (passenger car), az „LT” (light truck) pedig kisteherautót
- a következő számérték a nyári gumi szélességét mutatja, milliméterben adják meg a gyártók
- a perjel után még egy számérték jön, ez a szám a gumiabroncs oldalfalának arányát mutatja a szélességéhez képest
- a sorban következő betű mutatja meg, hogy milyen felépítésű a gumiabroncs, az „R” jelöli a radiált, ez a leginkább elterjedt gumiabroncs szerkezet manapság
- a felni átmérőjét jelölő szám inchben (collban) adja meg a méretet
- az utolsó szám határozza meg a gumiabroncs maximális terhelhetőségét
- a jelölés végén álló betű pedig a nyári gumi sebességi besorolása, itt látható, hogy a gumiabroncs milyen maximális sebességig használható. A sebességindexek „Q” jelöléstől „Z”-ig mennek, a „Q” maximum 160 km/órát bír, a jelölési rendszerben 10 km/óránként jutunk el a „Z”-ig, ami a 240 km/óra feletti sebességre optimalizált nyári gumit jelzi

A gumin megtalálható a gyártás időpontja is, amely a termékek oldalfalán látható DOT számból olvasató ki. Ez egy négy számjegyből álló sorozat, melynek első két jegye a gyártás hetét, második két jegye pedig a gyártás évét adja meg.

### A nyári gumik télen
A nyári gumikat télen le kell cserélni és optimális körülmények között tárolni. A lecserélt gumit lehet felnivel, vagy felni nélkül is tárolni, a két eljárás között azonban alapvető különbségek vannak.
A felni nélkül tárolt gumikat állítva ajánlatos tárolni, a gumik öregedésének megelőzése érdekében időnként (havonta) forgatásuk javasolt. A felnin hagyott gumikat épp ellenkezőleg, fektetve kell tárolni úgy, hogy a gumiban lévő légnyomást 1,0 bar-ra visszacsökkentik. Napfénytől elzárva tartandók a szakszerűen elrakott gumik, oldószerekkel, kenőanyagokkal, vagy különböző vegyi anyagokkal szigorúan tilos érintkezniük. A nyári gumik tárolási helye legyen száraz és hűvös.

## Téli gumiabroncs
A téli gumiabroncsok jobb tapadással rendelkeznek havon (továbbá nedves vagy sáros útfelületen), mint a nyári abroncsok. Mélyebb profillal vannak ellátva, amelyek hatékonyabban szorítják ki a gumi és az útfelület közül a havat és a sarat. Mélyebb barázdákkal és sűrűbb futómintázattal rendelkeznek.

## A nyári illetve téli gumiabroncsok eltérő tulajdonságai
Több szempontból is különbözik egy téli abroncs egy nyáritól.

### A gumi anyagában
A téli abroncs a nyáritól anyagának alacsony hőmérsékleten való rugalmasságában is különbözik. A gumi hatékonysága 7 °C alatt a legmagasabb mértékű (viszont hét fok felett a téli abroncs veszít teljesítményéből).

### Az abroncs futófelületében
A téli abroncs jellegzetessége a futófelület tekintetében is megnyilvánul. Sokkal több bemetszés található rajta és sokkal sűrűbben barázdált a téli abroncs profilja (ötször több barázda, mint egy nyári abroncson), továbbá a szélesebb központi barázdák gyorsabban távolítják el a vizet és a hólét.
Szimmetrikus és aszimmetrikus gumiabroncs minták is léteznek. A szimmetrikus mintázatokat elsősorban városi vagy kompakt autókon használják. Az aszimmetrikus mintázatú abroncsok különböző zónái különféle feladatokat látnak el, a vízelvezetésért, illetve a stabilitásért és menőverezhetőségért felelnek. Az aszimmetrikus gumik jellemzően drágábbak, mint a szimmetrikus mintázatúak.

### Szegecselt gumik
A személy- és tehergépjárművek száma fokozatosan nőtt, és szükség volt olyan gumiabroncsokra is, amelyek extrém körülmények között is biztosítják a megfelelő tapadást. Az 1960-as évek elején szintén a Nokian jött ki a szegekkel ellátott gumiabronccsal, aminek köszönhetően a jégen is megbízható tapadást biztosított a gépjárműveknek.

## Javaslat
Ugyanazon a tengelyen használjon ugyanolyan típusú, ugyanannyira kopott abroncsokat, és a megszokott nyomást 0,2 bar-ral emelje meg bennük (ugyanis a hideg miatt ez csökken).
A téli gumiabroncsok tárolásánál figyelni kell arra, hogy letakarítva és megfelelően kezelve csomagolja el őket a tulajdonos, mivel az abroncs felületén és lamelláiban maradt maró hatású anyagok (elsősorban a só) ronthatnak az állapotán.

## Jogi szabályozás Magyarországon
Magyarországon a téli abroncs használata általában nem kötelező, csak ha azt tábla jelzi. A téli abroncsok sebességmutató indexe lehet magasabb, mint a gépjármű végsebességéhez társított abroncs sebességindexe, vagy kisebb, ha az nem esik a Q (160 km/h) sebességtartomány alá.

## Jogi szabályozás más országokban
Kötelezvények európai országokban a téli gumira vonatkozóan:
- Ausztria: november 1. és április 15. között személyautó és 3,5 tonna össztömegnél könnyebb teherautók esetén, télies útviszonyok esetén kötelező a téli gumi, vagy hólánc használata
- Csehország: november 1. és március 31. között a 3,5 tonnánál nagyobb járművek esetén legalább a hajtott tengelyen kötelező a téli gumi használata, legalább 6 mm profilmélységgel. Személygépkocsiknál ebben az időszakban a járművezetők kötelesek téli gumiabroncsot használni legalább 4 mm profilmélységgel, amennyiben: 
  - a) azt tábla jelzi, időjárási viszonyokra való tekintet nélkül, vagy;
  - b) az úton folyamatos hó-, jég- vagy fagyréteg van, vagy;
  - c) tekintettel az időjárási viszonyokra vagy az időjárás-előrejelzés miatt feltételezhető, hogy a következő néhány órában vezetés közben folyamatos hó-, jég- vagy fagyréteg fordulhat elő az úton.
- Horvátország: téli útviszonyok esetén legalább a hajtott tengelyen kötelező a téli gumi használata.
- Németország: büntetésre számíthat, aki havas-jeges úton nyári gumival közlekedik, vagy a forgalmat korlátozza. Buszok és teherautók esetében elég csak a hajtott tengelyre téli gumit szerelni.
- Olaszország: időjárástól függ, a sípályákra vezető utakon kötelezhetik rá a sofőrt. Az Aosta-völgyben október 15. és április 15. között kötelező a téli gumi használata.
- Svájc: nem kötelező, de büntetésre számíthat, aki nyári gumival balesetet okoz.
- Szerbia: november 1. és április 1. között kötelező a téli gumi, vagy a hólánc használata, amennyiben az időjárás és az útviszonyok indokolják.
- Szlovákia: ha az utat összefüggő hó-, illetve jégréteg borítja, akkor kötelező a téli gumi használata. Buszoknak és teherautóknak november 15. és március 31. között kötelező legalább a hajtott tengelyen a téli gumi, függetlenül az útviszonyoktól.
- Szlovénia: november 15. és március 15. között kötelező a téli gumi, 5 cm-nél nagyobb hó esetén a hólánc is.
- Románia: november 1. és március 31. között kötelező a téli gumi használata.
- Svédország: december 1. és március 31. között minden járművön kötelező a téli gumi használata. Szöges gumi használata október 1. és április 15. között megengedett.
- Finnország, Lettország, Litvánia, Észtország és Norvégia: december 1. és március 1. között minden járművön kötelező a téli gumi használata.

## Története
A XIX. század húszas éveiben már előfordult, hogy a súlyos járművek kerekére kaucsuklapot tettek Kaucsuk volt a tömörabroncs anyaga 1835-ben. 1839-ben Charles Goodyear feltalálta a vulkanizálást, és így a XIX. század közepén a kerekekre szerelt abroncsok anyaga már gumi volt. Ezek tömörabroncsok vagy párnás abroncsok voltak.

### Thomson felfújható abroncsa (1845)
Robert William Thomson 1845-ben szabadalmaztatta Nagy-Britanniában a felfújható kerékabroncsot a 10990-es szám alatt. Akkoriban a lovaskocsi volt a fő közlekedési eszköz. A lovaskocsi kereke nagyrészt fából készült, a küllők is. A kerék külső kerületét vasabroncs burkolta, amely amellett, hogy össze is tartotta a kerék alkatrészeit, védte is a faalkatrészeket a mechanikai igénybevételtől. Találmányával azt akarta elérni Thomson, hogy „kisebb energiára legyen szükség a kocsi húzásához, könnyebben gördüljön a kocsi, és kisebb legyen a kocsi gördülési zaja”.
Thomson azt ismerte föl, hogy a kerék az őt alátámasztó levegővel jól rugózható – és ehhez a kereket rugózó szerkezethez gumit (is) használt – és ennek milyen előnyei vannak.
Thomson „levegőskereke” (aerial wheel) két fő részből állt: a tömlőből és a köpenyből. A tömlő lehet olyan is, hogy kerület mentén több részből áll és profilban is több (pl. kilenc) kisebb keresztmetszetű tömlő alkotja. A tömlőhöz kaucsuk- vagy guttapercsaoldattal kent vágott szövetet alakítottak csővé, egymáshoz ragasztották őket, és így vulkanizálták ki kénolvadékban vagy égő kén gőzében.
Egy hosszú téglalap alakú bőrt kerület mentén rávezettek a kerékpántra, a téglalap hosszú szimmetriatengelye a kerék szimmetriasíkjába esett. A bőrt a szimmetriasíktól jobbra és balra több ponton rácsavarozták a pántra. Ennek a bőrnek a közepére helyezték kerület mentén a vulkanizált gumizott szövet tömlőt. A bőr szélét kétoldalt felhajtották, a külső kerület mentén több helyen szegecsekkel erősítették össze. Az így készült bőr lett az abroncs köpenye.
A kisebb keresztmetszetű (rész)tömlőknek külön „szelepük” volt (csak annyira szelep, mint a gumimatracé: rövid cső, melyet rácsavart „szelepsapkával” lehetett légmentesen lezárni).
A keréken körbefutó légabroncs profilátmérője 10–13 cm volt, és annyira kellett felfújni, hogy (terhelten) a kerékpánt feleekkora távolságra legyen az útfelülettől. Thomson szerint ez elegendő ahhoz, hogy a légabronccsal szerelt kerék átgördüljön a kődarabokon anélkül, hogy a kerékpánt (a levegő helyett) a kőre támaszkodna.
Thomson találmánya használható közúti, vasúti vagy bármilyen más úton történő személy- vagy teherszállításra.
Thomson a találmányát 1846-ban szabadalmaztatta Franciaországban, 1847-ben az USA-ban is.
A légabroncs mintapéldányokat 1847-ben bemutatták a londoni Regent’s Parkban, és ezután londoni lovaskocsikon futottak.
A Mechanics Magazine 1849. március 27-i számában megjelent egy cikk a légabroncsról.
Thomson találmánya messze megelőzte korát. A közúti gőzvontatók (gőz-útimozdonyok) nem mentek 20 km/h-nál gyorsabban, a pedálos velocipédek éppen csak megjelentek, széles néptömegek nem használták.
Bár számos feltaláló dédelgetett magában olyan terveket 1867 előtt, hogy valami puha anyagból, pl. bőrrel bevont gumiból stb. alkalmaz abroncsot közúti gőzvontatókra, nem kétséges, hogy Thomson 1846-os zajtalan abroncsa adta nekik az ötletet, hiszen ő volt az első, aki az ötletet a gyakorlatban is megvalósította.
Thomson találmánya messze megelőzte korát. Hogy ez miben nyilvánult meg, a különböző források eltérnek egymástól. Többen azt írják, hogy drága volt a gumi. Van, aki azt írja, hogy a tömörabroncs tartósabb volt.
Egy forrás azt írja, hogy nem világos, hogy miért nem szorította ki a felfújható abroncs a tömörabroncsot, hacsak azért nem, mert nem voltak (épített) utak.
Többen említik, hogy nem volt kereslet, illetve a kerékpár hozza meg a keresletet. 
Nem világos, hogy hogyan kerülhetett 42 fontba egy légabroncsot fölszerelni 1847-ben, amikor a harmincas években Amerikában 1 font kaucsuk 5 centbe került, Angliában már 1839 előtt széltében-hosszában alkalmazták a kaucsukoldattal kent szöveteket, Charles Goodyear pedig azzal (is) reklámozta a gumicikkeket, hogy milyen olcsók. Goodyear is és Hancock is állított elő sok vékony lemezből készült terméket.
Thomson légabroncsai 1200 mérföldet futottak meghibásodás nélkül londoni lovaskocsikon, és ez akkoriban megfelelő volt. Thomson abroncsai már az elejétől fogva erősek és tartósak voltak.

### 1846-1888. Dunlop abroncsa
Thomas Hancock 1846-ban kezdett el tömörabroncsot gyártani közúti járművekhez. Thomsonnak is volt 1867-ben tömörabroncsos szabadalma. A hatvanas években a több tonnás közúti gőzvontatók (gőz-útimozdonyok) tömörabronccsal voltak szerelve.
A hetvenes évek első felében a kerékpároknál a nem felfújt gumiabroncsok képviselték a csúcstechnikát. Többféle volt: tömörabroncs, párnás abroncs, szilárd anyaggal töltött gumiabroncs. Utóbbiba parafát, lószőrt, kócot, nemezt, zselét, kaucsukot, szivacsos gumit, felfújt gumilabdákat és efféléket töltöttek.
A párnás abroncsok átmenetet képeztek a tömörabroncsok és a „sűrített” levegővel töltött abroncsok között, és a határ is elmosódik néha a tömör-párnás és a felfújt-párnás abroncsok között. (Először voltak a tömörabroncsok, majd egyre több levegő került az abroncsba és egyre nagyobb szerepet kapott, így a párnás abroncson keresztül történő fejlődés végül elvezetett a légkörinél nagyobb belső nyomással felfújt légabroncsokhoz. Ez a folyamat évtizedekig tartott, és egy ideig, meg bizonyos területeken, egyszerre jelen volt több is a tömör, párnás és sűrített levegővel felfújt abroncsok közül.)
A párnás abroncsok szerkezete igen változatos volt. Néhány példa:
- majdnem tömör, csak vannak benne kerületirányban üregek vagy alagutak;
- alakja és szerkezete olyan, mint a légabroncsé, csak vastag a fala;
- keresztirányban átfúrt tömörabroncsok;
- a pánt közelében légabroncsra hasonlít, efölött tömörabroncsra;
- többkamrás (multiple air pockets);
- az egész párnás abroncs egy szivacs.

A párnás abroncsokban levegő volt túlnyomás nélkül. Kényelmesebbek voltak, mint a tömörabroncsok, de kevésbé kényelmesek, mint a levegővel felfújt abroncs. Nem kellett felfújni őket, és még a többkamrások sem lyukadtak ki könnyen, de a gördülési ellenállásuk nagyobb volt, mint a légabroncsoké.
1885-ben megjelent John Kemp Starley lánchajtású „biztonsági kerékpárja” (amely már egészen hasonlított a mai kerékpárokra), és ez újabb lökést adott a kerékpár addig is rohamos terjedésének. A biztonsági kerékpár (velocipédhez képest) kicsi kereke miatt ezek az abroncsok nem csillapították megfelelően a rezgéseket.

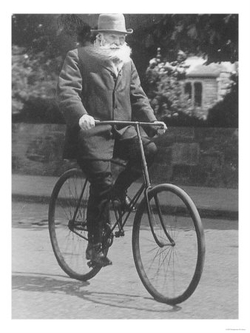
John Boyd Dunlop kerékpáron 1915 körül

1887-ben a kerékpár ősei (velocipédek, triciklik, kvadriciklik stb.) már nagyon népszerűek voltak, a társasági élet középpontjában álltak, óriási igény volt rájuk. Volt egy fiú Belfastban, aki, hogy lehagyja a triciklijével társait, segítséget kért az apjától, aki állatorvos volt, és John Boyd Dunlopnak hívták. Ő egy-egy erős, vaskos gumicsövet körbetekert a három keréken és a gumicsövek elejét összeerősítette a végével, és szalaggal a kerékre rögzítette, majd pumpával felfújta. A fiú ezzel a triciklivel lehagyott mindenkit.
Mire a fia segítséget kért Dunloptól, addigra az állatorvos már régóta érdeklődött a közúti közlekedés iránt, és szándékosan kutatta, hogyan lehetne csillapítani a rezgéseket. Ezek során különféle rugós kerekeket és rugalmas pántokat konstruált, és végül megpróbálkozott a gumicsővel is. Lehet, hogy a feltalálás története tartalmaz legendás elemeket is, de abban egyetértés van, hogy 1888. február 28-án este a tízéves Johnny Dunlop titkos próbaútra ment, a tricikli két hátsó kerekét légabronccsal szerelve. Ezután Dunlop új triciklit rendelt a belfasti Edlin & Sinclair cégtől, amelyre maga szerelte fel légabroncsát. Amikor ezt a próbát is kiállta, akkor nyújtotta be a szabadalmát 1888 júniusában.
Dunlop a szabadalmi leírásban úgy határozta meg találmányának alkalmazását, hogy „minden olyan esetben, ahol a ruganyosság követelmény és kívánatos a rezgésmentesség”, de egyszer megemlítette „a rugalmas tulajdonságból fakadó nagyobb utazási sebességet” is.
Dunlop gumicsövet alkalmazott, melyet szövetbe vagy más olyan anyagba burkolt, amely kibírja a levegő nyomását. A szövetre megint gumit tett vagy más alkalmas anyagot, amely ellenáll az út koptató hatásának. Az abroncsnak rendes visszacsapó szelepe is volt. Az abroncsot teljes kerület mentén a küllők között átdugott szövetszalaggal ragasztották rá a kerékpántra.
Thomsonhoz hasonlóan Dunlop is felismerte, hogy a felfújható abroncs kisebb gördülési ellenállást eredményez, mint a vasabroncs. Ezt először a saját udvarában, majd a dél-belfasti Cherryvale-sportpályán vizsgálta. 1888. december 7-én megkapta a szabadalmat a légabroncsra, de két év múlva kiderült, hogy 1846-ban Thomson már szabadalmaztatta ezt (Franciaországban), és akkor visszavonták Dunlop szabadalmát. Thomson szabadalma addigra már lejárt, így jogilag semmi sem korlátozta a levegővel felfújt abroncs gyártását.
Abban, hogy visszavonták Dunlop szabadalmát, szerepe volt annak, hogy a Dunlopékkal való pereskedés közben a Michelin jogászai rábukkantak Thomson szabadalmára, amely hatálytalanította, ezzel hatástalanította Dunlopét. Michelinék öltek óriási energiát abba, hogy ők is gyárthassanak légabroncsot, ne védje ezt előlük Dunlop szabadalma. Thomson szabadalma pedig addigra már lejárt, nem zavarta őket.
Dunlop felismerte, hogy a gyorsan szaporodó kerékpárok óriási piacot jelentenek. 1889-ben rábeszélte Willie Hume-ot, hogy az ő légabroncsával szerelje a biciklijét, és úgy induljon a legközelebbi kerékpárversenyeken. A többiek tömörabronccsal versenyeztek, kinevették Dunlopot és Hume-ot „virslis kerekével” együtt. A belfasti versenyeken Hume megnyert minden futamot, amiben csak indult (és ugyanabban az évben Liverpoolban is, egy kivételével). Hume elég jó versenyző volt, de nem ő volt a legesélyesebb, ezért ez óriási reklám volt Dunlop légabroncsának. 
A liverpooli versenyeken jelen volt Harvey du Cros vállalkozó, papírgyáros, aki nagy lehetőséget látott a légabroncsban, úgyhogy 1890-ben megkezdte a termelést Belfastban az első kerékpárabroncsgyár (Pneumatic Tyre and Booth’s Cycle Agency; ebből lett később a mai Dunlop Pneumatic Tyre Company).

### A perem fejlődése; le- és felszerelés
Dunlop abroncsának az volt a legnagyobb hátránya, hogy rá volt ragasztva a kerékpántra. Ha tönkrement, le kellett fejteni a ragasztást is, és az új abroncsot újra ráragasztani a pántra. Ez több órát igénybe vett.
1890-ben William Erskine Bartlett kialakította az abroncs-kerék kapcsolatot biztosító első korszerű pántmegoldást (tömörabroncsra). Az abroncsnak „pereme” volt, amely a pántszarvnak feszült neki.
1890-ben találta fel Charles Kingston Welch a peremkarikás abroncsot. Nyújthatatlan huzalt tett az abroncs peremébe; szereléskor a peremet átcsúsztatták a kerékpánton. A pántnak mély ágya volt.
A kilencvenes években több ilyen apró, egymásra épülő szabadalom keletkezett hasonló témában; ezek jellemzően a Dunlop vállalat köré csoportosultak. A Dunlop vállalat mérnökei együtt alkalmazták Bartlett és Welch újításait, már légabroncsra is. A tömlőben levő levegő nyomása szorítja a pánt szarvának az abroncsot. Így nem kellett ráragasztani az abroncsot a kerékre, és könnyen le lehetett szerelni róla.
1891-ben kezdte el gyártani a Michelin a könnyen szerelhető abroncsot. A köpenyt a pánt alá csavarral felerősített szorítókkal rögzítették a kerékhez.

### Felhasználási terület
Az első autóra szerelhető abroncsot a Michelin mutatta be az 1895. évi Párizs-Bordeaux-Párizs versenyen. (A kerékpár után, a személyautó előtt lovaskocsin próbálták ki a légabroncsot.) Egyetlen autógyártó sem volt hajlandó felszerelni a felfújható abroncsot az autójára, és egyetlen ember sem volt hajlandó beülni egy ilyen veszélyes dologgal szerelt autóba, mint a felfújható abroncs. Ezért Michelinék saját maguk gyártottak három autót erre a célra abból, amit találtak, és a versenyen a Michelin-fivérek saját maguk vezették is az autót. A három autóból kettő nem bírta ki a Michelin-telephelytől Párizsig tartó, majdnem 400 km-es utat. A harmadik, az Éclair (’Villám’) nevű autó végül el tudott indulni a versenyen, és be is ért a célba – tizediknek, időn túl. A Párizsból elindult versenyzők fele el sem jutott a célig. A közönség, és főleg az autógyártók hitetlenkedve vették tudomásul, hogy ilyen abronccsal szerelt, ilyen szedett-vedett autó egyáltalán célba ért.
A Continental már 1911-ben megjelent a felfújható teherabronccsal, de a vevők bizalmatlanok voltak, nem mertek felfújható abroncsot tenni teherautóra, csak kb. tíz év múlva, az abroncsgyártók erőteljes „felvilágosító tevékenysége” után.
Traktorra 1935-ben gyártott először felfújható abroncsot a Firestone

### Profilarány
A profilarány az idők folyamán egyre csökkent:
| Év              | 1904 | 1923 | 1948 | 1964 | 1967 | 1971 | 1975 | 1987 | 1993 | 1996 | 2002 |
| Profilarány (%) | 113  | 98   | 94   | 82   | 70   | 60   | 50   | 45   | 35   | 30   | 25   |

A ballonos abroncsok után a csökkenés jellemzően úgy zajlott le, hogy állandó profilszélesség mellett csökkent a profilmagasság.
1923-ban jelent meg a Michelin és a Firestone a ballonos abroncsokkal. A ballonos abroncsoknak nagyobb volt a külső átmérője, kb. kétszer akkora volt a légtérfogata, mint elődjeinek, így feleakkora nyomásra volt szükség ugyanakkora teherbíráshoz. Így a gumiabroncsok belső nyomása, mondjuk, 5 barról lecsökkent, mondjuk, 2,5 barra.
A belső nyomás csökkenése a felfekvési felület növekedését vonta maga után.
A 94-es profilarányú abroncsokat hívták szuperballonoknak.

### Szilárdsághordozó szerkezet
A Dunlop 1893-ban beadott szabadalmában leírt abroncs már tartalmazza a peremkarikát, a kerékpánt szarva elég magas, a pánt ágya mély. A konstrukció kissé az övesdiagonál abroncsokra emlékeztet: gumizott szövetből álló karkaszra 0°-os övet tesznek (egy szálat vezetnek fel több menetben), olyan kis kerületen, hogy laposabb lesz tőle a futóív. A láncirányú szálakat vagy ritka vetülékirányú szálak, vagy gumiréteg tartja össze.
A manchesteri David Moseley 1888-ban már benyújtott egy szabadalmat vetülék nélküli szövet alkalmazására. John Fullerton Palmer 1892 őszén nyújtott be erre szabadalmat az USA-ban és fél év múlva Nagy-Britanniában.
A vetülék nélküli, azaz csak láncirányú szálakból álló szövet („kordszövet”) hosszabb élettartamot nyújt, mert nincsenek benne egymásra merőleges irányú szálak, amelyek szétdörzsölnék egymást, mint az addig használt vászonkötésű pamutszöveteknél. Az egyes kordszálakat gumiréteg választja el egymástól. A „kordszövetből” készült abroncsot nevezzük „kordabroncsnak”.
A teljesen vetülék nélküli „szövetet” persze nehéz volt kezelni, ezért mégiscsak elkezdtek vetüléket alkalmazni 25 mm-enként gyenge szálakból. A ritka és gyenge vetülékkel összefogott „szövetet” nevezzük kablénak.
John Palmer ezután Angliába költözött. 1895-ben Silvertownban megalapította a Palmer Tire Company-t, elindította az India Rubber Company tulajdonában levő silvertowni abroncsgyárat. A kordabroncsot 1903-ban szabadalmaztatta Silvertownban Christian Hamilton Gray és Thomas Sloper, akiktől még 1903-ban megvette a szabadalmi jogokat a Palmer Tire Company. A kordabroncsokat 1921-ben kezdte tömegével gyártani a Continental.
A radiálabroncs elvére 1913-ban nyújtotta be az első szabadalmat Christian Hamilton Gray és Thomas Sloper (az angliai Silvertownban levő India Rubber, Gutta Percha and Telegraph Works Co. alkalmazottai). A szabadalmi leírásból kiderül, hogy nem ők alkalmaztak először radiális elhelyezkedésű kordokat a karkaszban, de ők alkalmaztak először a radiálabroncs koronaátmérőjének növekedését korlátozó öveket. A radiálkonstrukció alkalmazását akkor megakadályozta a világháború és a rendelkezésre álló nyersanyagok gyenge minősége.
1915-ben Arthur William Savage (USA, San Diego) nyújtott be szabadalmat radiálabroncsra. Savage szabadalmát sem követte sorozatgyártás. Miután Savage szabadalma lejárt, 1946-ban a Michelin kapott rá szabadalmat. Ekkor el is kezdték a teljesen acél radiálabroncs sorozatgyártását.

### Mintázat
Az első mintázattal foglalkozó szabadalmat 1892-ben adták ki Nagy-Britanniában. Az első mintázattal rendelkező, levegővel töltött személyabroncsot a Continental fejlesztette ki 1904-ben. 1908-ban Frank Seiberling (Goodyear) olyan gépet talált fel, amellyel utólag lehet mintázatot vágni sima futóba. 1909-ben jelent meg a Firestone emlékezetes mintázatával; mely lágy talajon otthagyta a lenyomatát: FIRESTONE NONSKID, ami jó reklám volt.

### A légzárás biztosítása – tömlős és tömlő nélküli
P.W. Litchfield (Goodyear) találta fel 1903-ban a tömlő nélküli abroncsot, de akkor nem terjedt el.
1943-ban a Continental nyújtott be szabadalmat a tömlő nélküli abroncsra.
A Goodrich 1947-ben jelentette be, hogy kifejlesztette a tömlő nélküli abroncsot. Az országúti vizsgálatok befejezése után, 1952-ben kapta meg a szabadalmat. 1955-ben az USA-ban már tömlő nélküli abronccsal szerelték a legtöbb új autót.
A defekttűrő abroncsok (RFT = Run Flat Tire vagy Technology) 1972-ben jelentek meg (Dunlop: Denovo).
Önfoltozó abronccsal a Uniroyal jelent meg 1979-ben (Royal Seal).

### Alapanyagok
A gumiabroncsban az első műkaucsukok (kloroprénkaucsuk; butadién-sztirol kaucsuk; butadién-nitril kaucsuk) a harmincas években jelentek meg (ebből mára már gyakorlatilag csak a butadién-sztirolt használjuk abroncsgyártásra). Az első műkaucsukot tartalmazó abroncsot a Semperit gyártotta a Bayer műkaucsukjának felhasználásával.
1904-ben fedezték fel, hogy a korom javítja a gumi tulajdonságait (jobban, mint a cink-oxid), de a vevők ellenálltak a fekete színnek, és ez a húszas évek közepéig késleltette a korom elterjedését. Addig világos színű abroncsokat használtak. George Oenslager (Diamond Rubber Co.) 1911-ben már alkalmazott kormot a futókeverékben, és 1915-re már általánosan használták.
Aktív töltőanyagként nagy fajlagos felületű szilícium-dioxidot a Continental 1991-ben, a Michelin 1992-ben kezdett használni a zöldabroncsokhoz.
1906-ban kezdett alkalmazni szerves gyorsítót a Diamond Rubber Co. Cél: lerövidíteni a vulkanizálásra fordított időt, növelni a termelékenységet.
Az öregedésgátlókat 1924-ben kezdték el alkalmazni.
A húszas évek végén-harmincas évek elején fejlesztették ki a kord-gumi tapadásfokozó rendszereket, amelyek lehetővé tették, hogy a pamutot felváltsák az erősebb műszálak.
A harmincas években jelent meg az abroncs vázanyagai között az acélkord és a viszkóz.
A poliamidot a II. világháború alatt kezdte el alkalmazni az USA hadserege, és 1945 után a civil életben is elkezdték használni.
A poliésztert és az üvegszálat 1963-ban kezdték el alkalmazni.
Az aramid 1974-ben jelent meg gumiabroncsban.
Öntött (LIM) abronccsal 1975-ben jelent meg az ausztriai Polyair. Az abroncsgyártók azóta is folytatnak kutatásokat ebben az irányban, de a mai napig nem sikerült még sorozatgyártásra alkalmas megfelelő konstrukciót és fröccsöntési eljárást kidolgozni, így ezek az abroncsok egyelőre nem terjedtek el széles körben.

## A gumiabroncsok osztályozása
Megkülönböztetünk tömörabroncsot és légabroncsot, aszerint, hogy a függőleges terhelést gumi vagy levegő veszi fel. (A jelen szócikkben leírtak alapvetően a légabroncsra vonatkoznak.)
A szilárdsághordozó szövetváz szerkezete szerint megkülönböztetünk diagonál-, övesdiagonál- és radiálabroncsot.
A felhasználó jármű típusa szerint megkülönböztetünk személy-, teher-, mezőgazdasági, földmunkagép-, ipari, repülőgép-, kerékpár- és motorkerékpárabroncsokat. (A vonatra és a metróra készült gumiabroncsok a teherabroncsokhoz tartoznak; a 4x4 abroncsok rendszerint személyabroncsok. A kisteherabroncsokat általában a teherabroncsok, ritkábban a személyabroncsok közé, esetleg egy külön „kisteherabroncs” típusba sorolják).
A profilarány szerint megkülönböztetünk normálprofilú, alacsonyprofilú és szélesprofilú abroncsokat. A normálprofilúak profilaránya 0,9-nél nagyobb. Az alacsony- és a szélesprofilúaké ennél kevesebb. Nincs éles konstrukcióbeli határ közöttük, inkább történeti: az alacsonyprofilúak a normálprofilúak utódaiként jöttek létre változatlan profilszélességgel, a profilmagasság csökkentésével; a szélesprofilúak két ikerbe szerelt normálprofilú abroncs helyett jöttek létre.
A felhasználási körülmények szerint megkülönböztetünk nyári és téli (és egész évre való) abroncsot, városi és távolsági forgalomra való abroncsot, országúti és terepjáró abroncsot. A felhasználási körülményeket befolyásolja a jármű típusa is.
A légzárás típusa szerint megkülönböztetünk tömlős és tömlő nélküli abroncsokat. A tömlős személyabroncs a legtöbb országban ma már muzeális érték, és a teherabroncsok is túlnyomórészt tömlő nélküliek. Egyes piacokon (például India) ugyanakkor továbbra is túlnyomó részben a tömlős gumiabroncsok a keresettek, esetleg a tömlő nélküli radiálabroncsokat is behelyezett tömlővel használják.

## Nevezetes gumiabroncs márkák
- Dunlop,
- Goodyear,
- Continental,
- Michelin,
- Yokohama,
- Bridgestone,
- Pirelli,
- BF Goodrich,
- Hankook,
- Gt Radial,
- General Tire,
- Firestone,
- Uniroyal,
- Giti tyre.

## Felépítése

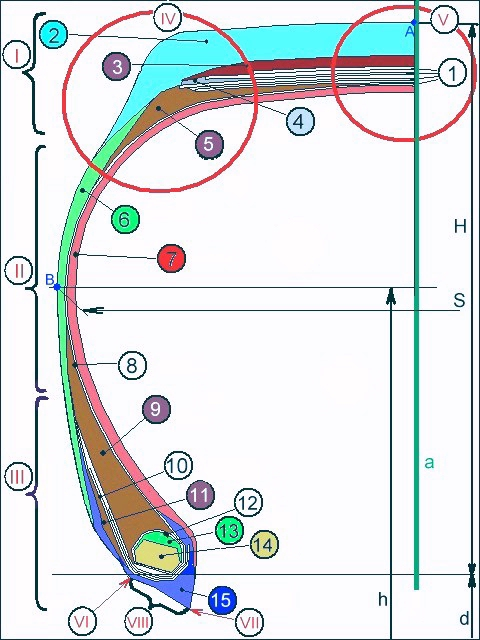
2. ábra: Gumiabroncs radiális metszete.
1: övek, 2: futó, 3: felső övpárna, 4: övtöltőék, 5: alsó övpárna, 6: oldalgumi, 7: légzáró, 8: radiálbetét, 9: peremék, 10: peremerősítő, 11: perempárna, 12: becsavaró, 13: magtöltő, 14: huzalkarika (peremkarika), 15: peremvédő. I: futózóna (övzóna), II: oldalfal, III: perem, IV: váll, V: korona, VI: peremsarok, VII: peremorr, VIII: peremtalp. A:koronavonal, B: a profil legszélesebb pontja, H: profilmagasság, S: profilszélesség, h: a legszélesebb pont átmérője, d: peremátmérő

A gumiabroncs meglehetősen összetett szerkezet. A modern abroncsok mintegy húsz különböző alkatrészt tartalmaznak, ezek egy része speciális összetételű gumi, más részük gumiba ágyazott textil-, műanyag- illetve fémszálak segítségével készített kompozit anyag. Az abroncsok legfontosabb alkatrészei a következők:
- Az abroncs legbelső rétege a légzáró (a jobb oldali ábrán 7-es számmal jelölve), melynek feladata, hogy megtartsa a gumiabroncsba fújt levegőt, valamint megakadályozza a pára, nedvesség bejutását.
- A szövetváz (karkasz) feladata, hogy ellenálljon a gumiabroncsba fújt levegő feszítésének, terhelés esetén is, tehát akkor is, amikor az abroncs az autó súlyát tartja. A szövetváz (8) több betétből is állhat. Egy-egy betét gumiba ágyazott mesterséges szálasanyagú fonalakból, vagy acélszálakból áll.

A szövetváz minden fordulat alatt ciklikusan változó deformáción megy keresztül, tehát élete során (ha a mintázatot utánvágják, esetleg a teljes futót cserélik, azaz az abroncsot újrafutózzák, akkor több élete során) állandóan hajlítgatásnak van kitéve. Ezért a szövetváz szálasanyagának hajlékonynak kell lennie. Ezért áll a szövetváz acélkordja vékonyabb elemi szálakból, és ezért készül a kisebb abroncsok (pl. személyabroncsok) szövetváza gyakrabban fonalakból, az öv pedig a merevebb acélból.
- Az övek veszik fel azokat az erőket, amelyekkel a talaj hat az abroncsra. Mivel a kerületirányú erők jelentősebbek, ezért az övben a szálak 20° körüli szöget zárnak be a koronavonallal. A szakítószilárdságon kívül fontos követelmény az öv számára a nagy merevség is, a kisebb kopás és gördülési ellenállás érdekében.

Az övrendszer általában néhány övbetétből (1) áll. Egy-egy betét gumiba ágyazott műanyag vagy acélszálakból áll. Használat közben az övbetétek között erős nyírás lép fel, a legnagyobb nyírófeszültség éppen a legnagyobb terhet viselő övek szélén, és annál nagyobb, minél közelebb vannak az övkordok egymáshoz. Ezért az övek szélén kicsit vastagabb a gumiréteg a kordok között, akár övtöltőék (4) is lehet egyes övbetétek szélén.
- Az abroncsnak a pereme (III) a kerékpánton (felnin, keréktárcsán) keresztül kapcsolódik a járműhöz. A peremet nagy szakítószilárdságú huzalból készült peremkarika (huzalkarika) (14) szorítja a pántra felfújt állapotban.
- A peremvédő (15) felületén keresztül érintkezik az abroncs a pánttal. Feladata, hogy a köpeny ne csússzon el a pánton. Bírnia kell az elcsúszással járó dörzsölődést mechanikailag is, és a fejlődő hőnek is ellen kell állnia.
- Az oldalgumi (6) feladata a szövetváz védelme a külső behatásokkal szemben. Ide kerülnek az abroncsfeliratok. Az oldalguminak hajtogatás- és öregedésállónak kell lennie.
- A talajjal az abroncsnak a futója érintkezik. A futó (2) akkor jó, ha jól tapad az útra, nem zajos, nem kopik. Jelentősek ugyanakkor a futó alakváltozásai is, miközben belép a gumi–útfelület kapcsolatát meghatározó zónában a felfekvési felületre. Belépéskor például összenyomódik, kilépéskor ez az összenyomott állapot megszűnik. A futógumival szemben elvárás, hogy a teljes alakváltozási ciklus során elvesző energia (a gumi hiszterézise) a lehető legkisebb legyen.

A szilárdsághozó elemekkel érintkező gumik általában kemények, nagy moduluszúak, különösen, ha a vázanyag acél (az acél modulusza kb. ezerszer akkora, mint a gumié). Ezek a részek párnásabb gumialkatrészekkel vannak körülvéve, ilyen például a felső övpárna, az alsó övpárna, a perempárna, a peremék. Ezek általában kis melegedésű (alacsony hiszterézisű), jó dinamikus tulajdonságokkal rendelkező gumiból vannak, melyek gond nélkül bírják a sok millió összenyomódás-nyúlás ciklust.
Az alkatrészeknek mind nagyon jól kell tapadniuk egymáshoz. Az elválás hamar tönkreteszi az abroncsot, nem ritkán robbanásszerűen (durrdefekt).
Ahhoz, hogy egy abroncs megfeleljen az elvárásoknak, közel 50 tulajdonságnak kell megadott szinten, minőségben megfelelnie. Ezek a tulajdonságok sokszor ellentétesen változnak egy adott konstrukciós vagy gyártási paraméter változtatásával. Például ha növeljük a csatornamélységet, akkor nő az abroncs futásteljesítménye (tovább tart, míg elkopik), de nő a gördülési ellenállása is.

## A profilarány
A profilarány a profilmagasság (H) és a profilszélesség (S) hányadosa.
Mivel a jármű súlyából származó rezgéseket a zárt térben levő levegő csillapítja, az egyre csökkenő térfogatú térben levő levegőmennyiséget úgy tartják változatlan szinten, hogy növelik a nyomást. Tehát az abroncsoknak egyre nagyobb nyomást kell elviselniük; emellett minél alacsonyabb profilú az abroncs, annál nehezebb gyártani. Az alacsonyprofilú abroncsok rugózása merevebb, tehát a kényelmetlenséget valamivel ellensúlyozni kell, viszont az oldalirányú merevség is nő, és ez erősen javítja a kormányozhatóságot.

## A gördülési ellenállás és a zöld abroncs
Használat közben a gumiabroncs egy adott része hol összenyomódik, hogy megnyúlik. Amikor a gumi visszanyeri eredeti alakját, akkor nem adja vissza az összes befektetett mechanikai energiát, hanem annak egy részét elnyeli. Az elnyelt energia hővé alakul. Ennyivel több energiát kell befektetni a gumiabroncs mozgásban tartásához, gördüléséhez. Minél kevésbé rugalmas a gumi, minél kevésbé bírja a sokszori alakváltozást, minél gyengébbek a dinamikus tulajdonságai, annál több energiát nyel el, annál nagyobb mértékben áll ellen a gördülésnek. Ha nem fektetnénk be folyamatosan energiát, akkor a gördülési ellenállástól egy idő után megállna az abroncs, ugyanúgy, mint a súrlódástól. Ezt az energiát az üzemanyag elégetéséből nyerjük. Vagyis minél kisebb egy abroncs gördülési ellenállása, annál kevesebb üzemanyagot fogyaszt az autó. És annál kevesebb szén-dioxid keletkezik. A kevesebb szén-dioxid mérsékli az üvegházhatást, és így a kis gördülési ellenállás csökkenti a globális felmelegedést, vagyis környezetkímélő. Ezért szokták a kis gördülési ellenállású abroncsokat zöld abroncsoknak is nevezni. Még akkor is, ha a külső felületük nem zöld színű, de marketingfogásként az is előfordul, hogy tényleg zöld gumi borítja az abroncs külső felületét, hogy jobban felhívja a figyelmet arra, hogy ez zöld abroncs.
Régebben minél kisebb gördülési ellenállással rendelkezett egy abroncs, nagyjából annyival kevésbé tapadt az útra. A kilencvenes évek óta (amióta elterjedt a nagy fajlagos felületű szilícium-dioxid alkalmazása) azonban ez a két követelmény nem zárja ki egymást; ugyanannak az abroncsnak lehet jó a tapadása és a gördülési ellenállása is. Sőt, az ENSZ-EGB 117. előírása meg is követeli, hogy az abroncs mindkét tulajdonság tekintetében teljesítse az előírt szintet.

## Kordok
Az acélkordban az elemi huzalok (filamentek) egy-két tized mm átmérőjű acélhuzalok, melyeknek a felületére sárgarezet galvanizáltak, hogy jobban tapadjanak a gumira. Néhány elemi szálat összesodorva pászmát kapunk. Ezután összesodorhatunk több pászmát, vagy egy pászmához hozzásodorhatunk több különálló elemi szálat, hogy kordot kapjunk. Esetleg az iménti lépést egyszer-kétszer megismételve összetett kordot kapunk. Utoljára pedig még egy becsavaróhuzallal is becsavarható az egész addigi szerkezet. A textilkordok szerkezete hasonlóan összetett lehet, az elemi szálak általában még vékonyabbak, mint a fémhuzaloknál. A kordok nagyon változatosak lehetnek. Az elemi szálak átmérője különböző értéket felvehet, akár egy kordszálon belül is. Ugyanígy különbözhet a pászmában és a kord egyes rétegeiben részt vevő szálak vagy pászmák száma, ezek távolsága egymástól, a sodrat iránya, hossza stb.

## Diagonál és radiál
A diagonálabroncsokban nem voltak övek. A szövetváz kordjai 45° körüli szöget zártak be a koronavonallal. Voltak viszont a futó és a szövetváz között párnabetétek, amelyek ritka szövetből készültek, mintegy átmenetet képezve a nagyobb moduluszú szövet és a gumis futó között. A szövetváz viselte 1. a kerületirányú erőket és 2. a radiális erőket is.
A radiálabroncsban ez a két funkció kettéoszlik, és lehet optimalizálni a szövetvázat a radiális irányú erőkre, az öveket a kerületirányúakra. A radiálbetét kordjai merőlegesek a koronavonalra, és így ebben az irányban egy szál kétszer akkora nyomásból eredő erőt tud elviselni, mint a diagonálabroncs esetében. Ezért feleannyi szövetvázbetétre van szükség, mint a diagonálabroncs esetében (csak a kordszálak irányából fakadóan). Csökkenthető az oldalfal vastagsága, jobban hűl az abroncs. Az övek szöge csökkenthető, és ezzel nő a merevségük, és jobban ellenállnak a nagy sebességek hatására fellépő nagy centrifugális erőkkel szemben.
A radiálabroncs, merevebb szerkezetének köszönhetően, laposabban ráfekszik az útra. Ezért kevésbé mozgékony a futó, ami csökkenti a gördülési ellenállást. Ugyanakkor ha rámegy egy kőre, nagyobbat zökken, nagyobb feszültségek ébrednek benne, melyek következtében az abroncs alkatrészei elválnak egymástól vagy elszakadnak; a radiálabroncs hamarabb tönkremegy göröngyös úton, mint a diagonál.
A radiálabroncsok felépítéséhez más gépek kellettek, mint a diagonálabroncsokéhoz, és módosítani kellett az autók felfüggesztését is; ez sokakat visszatartott az átállástól. Kitalálták az övesdiagonálabroncsot, ami egyfajta átmenetet képezett a diagonál és a radiál között. A szövetváza diagonál volt, az öve radiál. Különösen az USA-ban volt sokáig alacsony a radiálabroncsok aránya.
Ez abból fakadt, hogy Amerikában rosszabbak voltak az utak és nagyobbak az abroncsok, másrészt rossz volt a járműgyártók és az abroncsgyártók közti összhang, és az abroncsgyártók egymással szemben is titkolóztak.

## Tömlős és tömlő nélküli
A tömlő nélküli abroncs csak a pántra szerelt köpenyből áll, a szelep a pántba van beépítve. A pántnak is légmentesen kell zárnia.
A tömlős abroncs a köpenyen („külsőn”) belül tömlőt is tartalmaz, és a szelep a tömlőbe van beépítve. A tömlő („belső”) anyaga nemigen bírja a dörzsölődést, ezért a lapos ágyú pántra szerelt teherabroncsoknál a pánt és a tömlő közé tömlővédő szalagot is tesznek. A pántnak nem kell légmentesen záródnia, sőt rendszerint szétszedhető, hogy könnyebb legyen a pántra szerelés.
A tömlő nélküli abroncs csak a pántra szerelve tartja meg magában a levegőt. Csak akkor zár hermetikusan, amikor a perem már nekifeszült a pántnak. A tömlős abroncsban a tömlő tartja meg a levegőt.
A teherabroncsokban a belső nyomás 6-900 kPa körül van. A tömlős abroncsok peremtalpa és pántválla (a kerékpántnak az a része, amelyre az abroncs pereme felfekszik) 5°-os; ez már nem lett volna elég ahhoz, hogy a tömlő nélküli abroncsok légmentes tömítését is biztosítsa. A nagynyomású tömlő nélküli abroncs létrejöttének előfeltétele volt az, hogy a pántváll meredekségét 15°-ra növeljék. Sőt, az abroncs peremtalpa két részre van osztva: az egyik 5-10°-kal meredekebb, mint 15°, a másik 5-10°-kal még ennél is meredekebb, a még szorosabb tömítés érdekében.
A tömlő nélküli abroncsban a légzáró szolgál a levegő benntartására, a tömlős abroncsban a tömlő, melyek nagyjából ugyanolyan gumiból készülnek: butilkaucsuk, esetleg etilén-propilén kaucsuk alapú gumiból.
A tömlő nélküli abroncs legfontosabb előnye a tömlőssel szemben az, hogy sokkal biztonságosabb. Ha például egy szög átlyukasztja a tömlős abroncsot, a gyenge tömlőn gyorsan megnő a lyuk, és gyorsan eltávozik belőle a levegő; a tömlő és a köpeny közti térből a nem hermetikus pánt alkatrészei, valamint a pánt és a köpeny között. Ha gyorsan eltávozik a levegő, akkor a jármű gyorsan irányíthatatlanná válik.
Ha egy szög kilyukasztja a tömlő nélküli abroncsot, akkor a levegő csak a lyuknál, a szög és az abroncs közötti résen át távozhat az abroncsból, és ez olyan kicsi, hogy a jármű nem válik gyorsan irányíthatatlanná. A vastag, szilárdsághordozóval erősített futózónán levő lyuk nem növekszik számottevő sebességgel, sokszor észre sem veszi a vezető, hogy kilyukadt az abroncsa.
A tömlő nélküli abroncsok hátránya az, hogy kis nyomással nem lehet felfújni. A kis nyomás nem elég ahhoz, hogy a peremek ráfeszüljenek a pántvállra, és így a befújt levegő rögtön ki is szökik. Egy személyabroncs nem fújható fel például kézipumpával, gépre van szükség, ami általában szerelőműhelyben található.
A tömlő nélküli teherabroncsok térhódítását az fékezte, hogy tömlő nélküli (15°-os vállú) pántra szerelhetők, a tömlős abroncsok pedig általában tömlősre (5°-os vállúra). Egy új kerékpánt beszerzése plusz kiadást jelentett.
Vannak olyan 5°-os pántok is, amelyek egyébként hermetikusan össze vannak hegesztve, csak több részből állnak, és így kis átalakítással (tömítőgyűrűvel, a tömítőgyűrű fészkének kialakításával) légmentesen zárhatóvá alakíthatók és így tömlő nélküli abroncs szerelhető rájuk. Ezek némileg segítették az áttérést a tömlő nélküli abroncsokra, de nem voltak elterjedtek.
A tömlő nélküli személyabroncsok pántja megmaradt ugyanúgy 5°-osnak, mint amilyen a tömlősöké volt.

## A futómintázat
Ha teljesen sima lenne az út, akkor legjobban a sima futófelületű abroncs tapadna rá. A valóságban azonban az út mindig tele van szemcsékkel, vízzel stb. Nem beszélve a terepjáró, mezőgazdasági stb. abroncsokról.
A mintázat egyik jellemzője a telítettség. A telítettség megadja, hogy a teljes felfekvési felületen belül mekkora hányadot képvisel az a rész, amelyen gumifelület ér a talajra (ahol nem csatorna vagy lamella található), általában százalékban kifejezve. A telítettség ellentéte a csatornaszázalék, amely azt adja meg, hogy a teljes felfekvési felületből mekkora hányadot tesznek ki a csatornák és lamellák.
A lazább talajokra a telítetlenebb mintázat a megfelelő. A kemény országútra való mintázatok csatornaszázaléka 30-40% körüli, az M+S (hó és sár) abroncsoké és a félterepjáróké mintegy 10%-kal nagyobb, a terepjáróké még 10-20%-kal. A traktorok meghajtott kerekére való mezőgazdasági abroncsok mintázatának telítettsége pedig csak 20% körüli.
Az elsősorban városi használatra tervezett mintázatok az országútiak szélső esetei: a csatornaszázalék a 30%-ot is alig éri el. Itt nem annyira fontos a szemcsék és víz elvezetése, mint városon kívül illetve nagy sebességnél, viszont így tovább tart a futó.
A mintázatok két alapesete a folyondáros mintázat (amelyet hosszanti csatornák és bordák alkotnak) és a kapaszkodó mintázat (amelyet keresztcsatornák és kapaszkodó bordák alkotnak). A folyondáros mintázat tipikusan országúti kormányzott kerékre való mintázat, jó iránytartást biztosít kanyarodáskor.
Az abroncs folyamatosan ugyanazon a néhány bordán gördül, nem csapódnak új mintázati elem élek az útra. Ezért a hosszanti csatornás mintázatok viszonylag csendesek.
A széles keresztcsatornák jó kapaszkodóképességet biztosítanak. Tipikusan meghajtott tengelyre való mintázat. A terepjáró mintázat nagy kapaszkodó bordákból áll, közte olyan nagy üres hellyel, hogy itt már nem is szoktak csatornáról beszélni. Mindig új mintázati elem ér az útfelületre. Ezután rövid ideig ezen a blokkon gördül az abroncs, majd egy keresztirányú csatorna következik, és a következő mintázati blokk elülső éle csapódik rá az útra. Ez viszonylag nagy zajjal jár.
A blokkos mintázatok szétdarabolt folyondáros vagy kapaszkodó típusú mintázatnak is felfoghatók, és többé vagy kevésbé uralkodó lehet a folyondáros vagy kapaszkodó jelleg, például aszerint, hogy hosszanti vagy keresztirányban vannak-e egymáshoz közelebb a blokkok, milyen irányban áll a mintázati blokkok éle stb. Országúton nem túl elterjedten használják a kapaszkodó mintázatot, a hátsó tengelyen a blokkos mintázat a gyakoribb.
Minél mozgékonyabb a mintázat, annál jobban tapad az útra. Amelyik irányban mozgékonyabb, abban az irányban. De annál gyorsabban kopik és annál nagyobb a gördülési ellenállása. A mozgékonyság annál nagyobb, minél telítetlenebb a mintázat és minél mélyebb a csatorna.
A valóságos mintázatok általában nem kizárólag pontosan hosszanti vagy azzal 90°-ot bezáró irányú keresztcsatornákból állnak. Egyrészt egy abroncs sosem kizárólag csak egyféle körülmények között üzemel, másrészt az abroncsra ható erők sem tisztán kerületi vagy tengelyirányúak, hanem van kerületirányú és tengelyirányú komponensük is. Ezért vannak olyan mintázatok, amelyeket például 15 mm széles hosszanti csatornák és 1–2 mm széles és/vagy 3–4 mm mély keresztcsatornák alkotnak. Vannak olyanok, amelyekben hosszanti bordák futnak a teljes kerület mentén, de vállban erős kapaszkodójuk is van. Vagy vannak blokkos félterepjáró mintázatok, melyekben a hosszanti csatornák ugyanolyan kifejezettek, mint a keresztcsatornák; ezek kicsit terepre is jók, kicsit országútra is, kicsit meghajtott tengelyre is, kicsit kormányzott tengelyre is. És ezek között létezik mindenféle átmenet is.
Egy ritka példa: majdnem teljesen hosszanti csatornák alkotják a traktorok első kerekére szerelt implement abroncsokat.

### Kőkivető mintázatok
Ott, ahol az abroncs a talajjal érintkezik (a felfekvési felületen), a csatornák is szétlapulnak, majd, továbbgördülve és elhagyva a talajt, újra elkeskenyednek. Így köveket szedegetnek fel az útról, melyek beszorulhatnak a csatornába, és ott minden fordulatnál szétfeszítik a csatornát és vágják a csatornafeneket. A széles csatornák nagyobb köveket szednek fel, a keskenyebbek kisebbeket.
A kövek akkor potyognak ki a csatornából nagyobb eséllyel, ha változik a pillanatnyi (helyi) csatornaszélesség (míg a kő mérete állandó marad). Ezért nem kedvez a kőkivetésnek a meredek, majdnem függőleges falú csatorna, viszont kedvez, ha a csatorna mentén haladva változik a csatornaszélesség, a csatornafal meredeksége, lehetőleg nem egyszerre a csatorna jobb és bal oldalán.
Az országúton illetve városban nem annyira fontos a kövek vagy sár eltávolítása, mint rosszabb utakon, vagy hóban-sárban. Ezért a városi (országúti) mintázatok csatornafala meredekebb, mint például az M+S mintázatoké; ennyivel is nagyobb a gumi mennyisége a futóban, és ennyivel nagyobb lesz az abroncs futásteljesítménye.
Mivel a legkellemetlenebb, ha a kő a csatornafeneket érinti, ezért igyekeznek ez megakadályozni. Először is nem lehetnek feszültséggyűjtő éles sarkok: a csatornák feneke lekerekített. Segít, ha a csatorna legalul jóval keskenyebb, mint a csatornamélység nagy részén, vagy ha „hidakat”, azaz helyi kiemelkedéseket helyeznek el a csatorna fenekére, amelyek nem engedik, hogy a kő hozzáférjen.
Meg kell jegyezni, hogy a csatornafenék-repedezés elleni küzdelem leghatásosabb módja a megfelelő csatorna alatti gumivastagság és a megfelelő gumiösszetétel.

### Aquaplaning
A futóguminak akkor is tapadnia kell az útra, ha vízréteg borítja. Ahogy az abroncs rágördül a vízrétegre, a belefújt levegőből adódó nyomás „szétnyomja az útból” a vizet, és a csatornákon keresztül elvezeti hátra és oldalra. Minél gyorsabban gördül az abroncs, annál kevesebb ideje van a víznek elvezetődnie. Ha nagyobb a belső nyomás, jobban szét tudja nyomni az abroncs a vízréteget (a teherabroncsok nyomása 8 bar körüli, a személyabroncsoké 2 bar körüli). A nagyobb keresztmetszetű csatornák gyorsabban el tudják vezetni a vizet.
A vízréteg vastagodásakor (azonos abroncsnál és sebességnél) egyszer csak elérkezik az a pillanat, amikor a csatornák már nem tudják elvezetni a vizet, és a szilárd gumi nem ér a talajra. Az abroncs felúszik a vízre, mint a vízisí. Ez az aquaplaning (vízencsúszás). Az autó irányíthatatlanná válik, hiszen nem ér a talajra az az alkatrésze (az abroncs), ami megváltoztatná a mozgásirányát, csak hányódik a víz hullámain. Ez a pillanat annál hamarabb következik be, minél nagyobb az autó sebessége, minél kisebb a belső nyomás, minél kisebb a csatornák keresztmetszete.

### Ritmikus és aritmikus mintázat
Első pillantásra úgy tűnik, hogy a futómintázatban ugyanaz az 5–10 cm-es szakasz ismétlődik körbe-körbe. Ez nem feltétlenül van így. Ha így van, akkor ritmikus mintázattal van dolgunk. Ha nem, akkor egy-két féle osztásból áll a teljes mintázat, melyek különféle (nem ismétlődő) ritmusban követik egymást a kerület mentén (pl. AAABAAAABBABBAAAB). Ez aritmikus mintázat; ha C osztás is van, még aritmikusabb lehet a mintázat. Kis különbségek is számítanak, de a hatás fokozható, ha a mintázat nemcsak a kerület, hanem a profil mentén is több részre van osztva, vagyis egymástól függetlenül cserélgethetők a mintázat részei a koronában és a vállban.
Ha a kerület mentén végig ugyanazok a rövid szakaszok ismétlődnek (ritmikus mintázat), akkor az ismétlődési frekvenciának megfelelő zajt halljuk. Ha az ismétlődési frekvencia fordulatonként 1 (aritmikus mintázat), az már olyan kicsi frekvenciát jelent, ami az emberi fül számára nem érzékelhető. Az aritmikus mintázat kevésbé zajos.
Az aritmikus mintázat hátránya az, hogy bonyolultabb, vagyis nehezebb gyártani, karbantartani a gépeket.

### Szimmetrikus és aszimmetrikus mintázat
Kanyarodáskor a jármű súlyának nagyobb része a külső ívre támaszkodik, vagyis bal kanyarnál a jobb első abroncs külső felére, jobb kanyarnál a bal első abroncs külső felére. Ebből származott az ötlet, hogy meg lehetne erősíteni az abroncsok külső részét, hogy jobban bírják a fokozott igénybevételt. A mintázat arról is megismerhető, hogy profil mentén két szemmel láthatóan elkülönülő részből áll, és a megerősített külső rész a keskenyebb. Az aszimmetrikus abroncsoknak egyébként az övszerkezete is aszimmetrikus lehet.
Nem mindegy, hogy az aszimmetrikus abroncsoknak melyik fele van kívül (nagyobb igénybevétel), és melyik fele belül (kisebb igénybevétel), vagyis hogy melyik abroncs kerüljön jobb oldalra, melyik bal oldalra.

### Egyirányú mintázat
Az egyirányú abroncsokon mintegy negyedkerületnyi nyíl jelzi, merre forog előre az abroncs (ez nem azt jelenti, hogy ilyen abronccsal tilos tolatni, hanem azt, hogy a helyes irányban felszerelve jobb tulajdonságokkal rendelkezik, mint a „kétirányú” mintázat). Egyirányú a mintázat például akkor, ha a mintázati elemek jellemzően az egyik irányban jobban támaszkodnak egymásra, mint a másikra, egyik irányban mozgékonyabbak, mint a másikban. A meghajtott tengelyre szerelt mezőgazdasági abroncsok nagybordás kapaszkodó mintázata jellegzetesen egyirányú.

### Érdekes mintázatok
Mély csatornák és sekély csatornák, így a kopás előrehaladtával egyes csatornák hamar megszűnnek, így azon a helyen folyamatos (legalábbis az eredetinél folyamatosabb) borda keletkezik.
Vannak olyan futók, amelyek kétféle gumiból állnak. A futófelülethez közeli rész készülhet például téli abroncs keverékből, és a mintázat csatornaszázaléka 40% körüli. A kopás előrehaladtával egyre csökken a csatornaszázalék (a csatornák a fenékhez közel keskenyebbek). Amikor lekopik a téli gumiréteg, alatta nyári gumiréteg van, már 30% körüli csatornaszázalékkal.

### A futó anyaga
Minden felhasználási körülményre a megfelelő tulajdonságú gumiból készült futót kell használni. Amelyik gumi kopásálló, az esetleg nem elég rugalmas stb., vagyis mindig meg kell keresni a megfelelő kompromisszumot, bár a technika és a technológia mindig fejlődik, és így elő-előfordul, hogy ami eddig lehetetlen volt, az most már lehetséges. Például sokáig csak úgy tudták javítani a gördülési ellenállást, ha rontották az abroncs tapadását az útra, de egyszer csak sikerült olyan megoldást is találni, ami nem rontotta a tapadást.
A futókeverék általában tartalmaz természetes kaucsukot, a jó dinamikus tulajdonságok és a beszakadás-továbbszakadás megakadályozása érdekében. A kopásállóságot kisebb vastagságoknál butadién-sztirol kaucsukkal, nagyobb vastagságoknál butadiénkaucsukkal érik el. A mechanikai tulajdonságok javítása érdekében általában aktív töltőanyagot használnak.
A gördülési ellenállás elsősorban szilárd burkolatú utakon nagy sebességgel, nagy távolságra közlekedő járművek esetén fontos.
A kopásállóság az esetek többségében fontos, de legfontosabb talán a városi közlekedésben.
Terepen a jó kapaszkodóképesség, a telítetlen mintázat előnyös. Köves talajon sokat számít a gumi nagy szakítószilárdsága és hasadási ellenállása.
A nagy kapaszkodókkal rendelkező terepjáró abroncsok és mezőgazdasági abroncsok ma már általában szilárd burkolatú utakon is közlekednek, ahol erősen deformálódik a kapaszkodók (bordák) környéke, erősen melegszik is. Ezért itt is fontosabbak lettek a dinamikus tulajdonságok és a kapaszkodók merevsége.
A versenyabroncsok és az úthengerabroncsok simák. Utóbbiak azért, hogy az út is sima legyen utánuk, az előbbiek azért, mert így a legmerevebb a „mintázat” és a legpontosabb a kormányzás.

### A kopás
Használat közben a talaj kicsi szemcsékben gumidarabkákat dörzsöl le a futóról, amíg a futó el nem kopik. A kopás előrehaladtával egyre sekélyebbek és keskenyebbek lesznek a csatornák, egyre csökken a mintázati elemek mozgékonysága. Ez csökkenti a fajlagos kopást (az 1000 km-re eső futótömeg- vagy csatornamélység-csökkenést) és a gördülési ellenállást. A csatornamélység csökkenésével egyre nő annak a veszélye, hogy a gumi nem érintkezik a talajjal, hanem egy szilárd szemcse vagy – ami még veszélyesebb – víz kerül az út és az abroncs közé. A csatornamélység tehát közlekedésbiztonsági szempontból nem csökkenhet nullára. Általában jogszabály (Magyarországon a 6/1990. KöHÉM rendelet) írja elő a minimálisan megengedett csatornamélységet. Ennél kisebb csatornamélységnél az abroncs ebben a formában nem használható tovább.
A rendelet szerint a minimálisan előírt csatornamélység
1. az M1, N1, O1 és O2 kategóriájú járműveken (személyautók; legfeljebb 3,5 t megengedett legnagyobb össztömegű tehergépkocsik, vontatók, pótkocsik, a félpótkocsit is ideértve) a gumiabroncs átmérőjétől függetlenül 1,6 mm
2. az egyéb járműveken
  1. a 0,75 métert meg nem haladó átmérőjű gumiabroncsok esetében az 1,6 mm
  2. a 0,75 méternél nagyobb átmérőjű gumiabroncsok esetében 3 mm

Ha semmi másban nem különbözik két abroncs, csak abban, hogy az egyik folyondáros, a másik blokkos mintázatú, akkor a blokkos kb. 10-20%-kal gyorsabban kopik, mert kisebb mintázati elemekből áll, így nagyobb a mozgékonysága.
Mivel az abroncsnak egyidejűleg több követelménynek kell megfelelnie, akkor érkezik élete végéhez, ha van már 1 követelmény, aminek nem tud eleget tenni. Így van ez a kopáson belül is: ha már 1 helyen elkopott teljesen, akkor vége az életének (lehet esetleg utánvágni vagy újrafutózni, ha alkalmas rá). Tehát annál lassabban kopik el, minél szabályosabban, minél egyenletesebben kopik.
Az abroncs akkor kopik egyenletesen, ha a teljes felfekvési felületen egyenletes nyomással nehezedik a talajra és a mintázati elemek azonos mértékben csúsznak el a talajon. Az egyenetlen kopásnak lehetnek konstrukciós okai is, de az üzemeltetési problémák gyakrabban előfordulnak. Az egyenletes kopást segíti a széles, lapos futóív, a merev övrendszer, a csatorna megfelelő geometriája. A szabálytalan kopást (a jól kiválasztott abroncsnál is) kiválthatják a helytelen kerékszögek (összetartási, utánfutási és dőlésszög), a rossz lengéscsillapító, a helytelen nyomás, de még a hirtelen fékezés, gyorsítás, kanyarodás is.
Utánvágással tovább mélyíthetők a csatornák az abroncsgyártó által kiadott utánvágási előírás szerint. Gyakran az abroncskereskedő is tud ilyet adni prospektus formájában, vagy az abroncsgyártó maga látja el a gumiszerelőműhelyeket vagy nagy járműparkkal rendelkező abroncsfelhasználókat ilyennel. Az előírásra azért van szükség, mert a gyártó tudja, milyen mélyre, és esetleg milyen alakban szabad csatornát vágni a lekopott mintázatba. Az utánvágási előírás garantálja, hogy a csatorna alatt az utánvágás után is maradjon megfelelő vastagságú gumiréteg az övek fölött.
A gyártó általában csak akkor vállal felelősséget az abroncsért, ha az utánvágást képesített, gyakorlott dolgozó végzi, persze a gyártó által kiadott előírás szerint. Az is feltétel, hogy az abroncson szerepelnie kell az „Utánvágható” (REGROOVABLE) feliratnak. Elektromosan fűtött, előírt mélységű és szélességű utánvágó késsel (Rillfit-késsel) mélyítik (többnyire a régi) csatornákat; egy teherabroncsba általában 3–4 mm mélyen. Ha tehát eredetileg 16 mm volt a csatornamélység, akkor abból legföljebb 13 mm-t szabad elkoptatni, majd utánvágni, mondjuk, 4 mm mélyen, és így az abroncs tovább használható, amíg megint 3 mm csatornamélységig le nem kopik a mintázat, vagyis ebből az abroncsból összesen 13+4=17 mm mélységű csatornát használhatunk el.
Felmerül a kérdés, hogy miért nem rögtön 20 mm-es csatornamélységgel gyártották ezt az abroncsot. Egyrészt azért, mert a nagyobb csatornamélységtől mozgékonyabb lesz a mintázat, annak minden következményével. Másrészt azért, mert üzemelés közben a mélyebb csatornák (magasabb mintázati elemek) jobban megterhelik a csatornafeneket, a nagyobb megterheléshez pedig vastagabb csatorna alatti gumira is szükség van. Harmadrészt pedig azért, mert az utánvágási előírás szerint meg kell vizsgálni az abroncsot, a javítható hibákat ki kell javítani, ha pedig valamely hiba nem javítható, akkor az abroncsot le kell selejtezni már 13 mm kopás után (ha már addig nem vették észre a sérülést).
Az utánvágás a személyabroncsoknál is használható, ha az abroncsgyártó megengedi, de igazán a teherabroncsoknál van jelentősége, a nagyobb gumivastagságok miatt. Kár lenne nem kihasználni ezt a lehetőséget, különösen azért, mert utánvágáskor általában keskenyebb is a csatorna, mint eredetileg, és ez (a kisebb a csatornamélységgel párosulva) kevésbé mozgékony mintázatot, vagyis kisebb gördülési ellenállást eredményez. Ha kisebb a gördülési ellenállás, akkor adott mennyiségű gumi kevesebb energiát nyel el, de a gumimennyiség is kevesebb, ami tovább csökkenti a jármű mozgásban tartásához szükséges energiát. Az abroncs hidegebben fog futni a kisebb gördülési ellenállás, a kevesebb gumimennyiség, a jobb hőleadás miatt, ami csökkenti az üzemanyagfogyasztást (és a CO2-kibocsátást) és lassítja az abroncs tönkremenetelét.
Amikor a futó (megint) elkopott, még újrafutózható. Ez tulajdonképpen független attól, hogy volt-e előtte utánvágva, vagy hányszor volt már újrafutózva. A fő az, hogy az abroncs (az esetleges javítás után megint) hibátlan legyen. A városi buszokon viszonylag gyorsan elkopnak az abroncsok a folytonos fékezés-gyorsítás és kanyarodás miatt, míg többi részük nem károsodik, ezért nem ritka, hogy egy abroncsot ötször-hatszor is újrafutóznak. Az, hogy hányszor lehet újrafutózni egy abroncsot, függ az abroncs gyártásakor alkalmazott technológiától és a felhasználási körülményektől is. Például az alacsony nyomáson üzemeltetett abroncs sérül, nem újrafutózható.
Az újrafutózás nagy előnye, hogy kevesebb hulladék keletkezik, hiszen az abroncs nagy részét további sok-sok kilométeren keresztül fel lehet még használni. Az újrafutózott abroncsok általában nem rosszabbak az új abroncsoknál, főleg ha újrafutózás előtt rendesen megvizsgálják őket és a nem megfelelőket leselejtezik.

## A gumiabroncs feliratozása

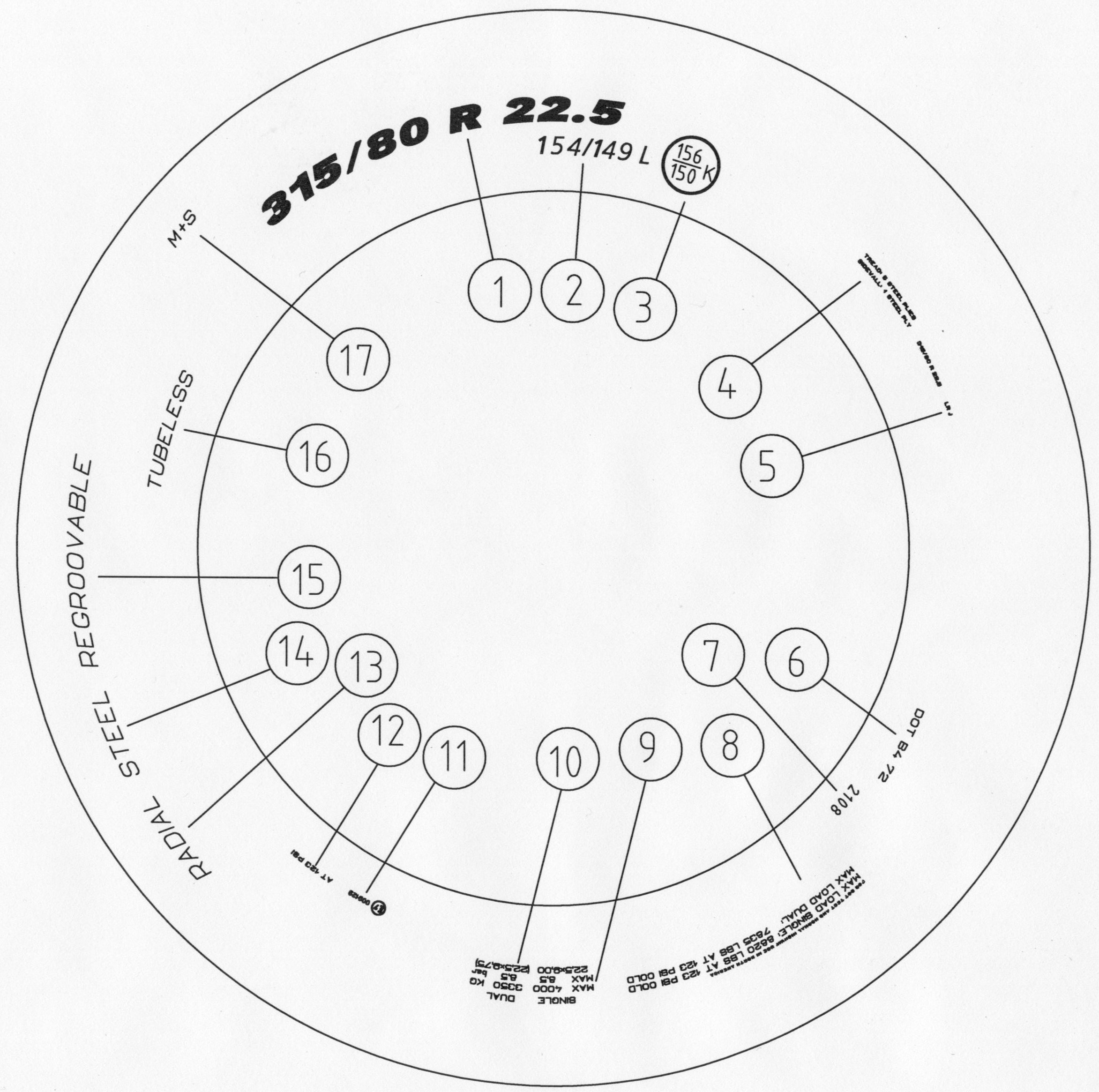
Gumiabroncs feliratozása

A legfontosabb felirati elemek az ábrán láthatók.
- (1) 315/80 R 22.5

A gumiabroncs méretjelölése. A méret a lényeg; ez határozza meg az abroncs tulajdonságainak legnagyobb részét. Az R azt jelenti, hogy radiálabroncs. Egyéb lehetőségek: ha kötőjel (-) vagy D betű van, akkor diagonálabroncs, ha B (bias belted), akkor övesdiagonál.
A 22.5 a névleges pántátmérőt jelöli hüvelykben (collban). A 17.5, 19.5, 20.5, 22.5, 24,5 (a „félhüvelykes”) pántátmérőjű abroncsok tömlő nélküliek, a 20, 22, 24 hüvelykesek (az „egészhüvelykesek”) tömlősök. A kisebb pántátmérőjű abroncsoknál nem látszik a pántátmérőből, hogy tömlős vagy nem. A 22 és 24.5 hüvelykesek Amerikára jellemzők. A személyabroncsok pántátmérője leggyakrabban 11 … 20 hüvelyk, egész hüvelykenként. A tömlő nélkülieké is. Kb. 14-től 19.5 hüvelyk pántátmérőig a teherabroncs kisteherabroncsnak számít.
A 315 a névleges profilszélesség milliméterben. A valóságos profilszélesség ettől kissé eltér, mert a pántszélesség sem vehet fel bármilyen értékeket, hanem csak egyes diszkrét, szabványosított értékeket. A 315/80 R 22.5 méretű abroncsra például az ETRTO 312 mm-es profilszélességet ír elő 9.00 hüvelyk széles pántra szerelve. Egyéb lehetőségek: a milliméterben kifejezett profilszélességek általában öttel oszthatók. A profilszélesség nemcsak milliméterben adható meg, hanem hüvelykben is (történelmileg előbb jelentek meg a hüvelykkel jelölt profilszélességek), pl. 12 R 22.5; a 100-nál kisebb számok hüvelyket jelentenek, a 100-nál nagyobbak millimétert.
A 80 a profilarány százalékban kifejezve. Ez azt jelenti, hogy a profilmagasság (a 2. ábrán H) 80%-a a profilszélességnek (S). Egyéb lehetőségek: a százalékban kifejezett profilarány általában öttel osztható. A technika fejlődésével a profilarány csökken. /90-es abroncsok gyakorlatilag már nincsenek. Teherméretben a /55-ösök fiataloknak számítanak, a /80-asok és a /70-esek a „középkorúak”. Személyméretben kicsit előbb kezdődött a profilarány-csökkenés, a /80-asok és a /70-esek már öregeknek számítanak, és már szabványosították a /30-es személyabroncsot is.
A városi ember ma a 315/80 R 22.5 alakú méretjelöléssel találkozik a leggyakrabban. Vannak azonban olyan gumiabroncsok is, amelyeknek a méretjelölése a pántátmérő és a profilszélesség mellett a teljes átmérőt tartalmazza, például 680 x 180 – 15 vagy 22 x 5 – 16.
A méretjelölés az eddigiek után vagy előtt még egy rövidítést is tartalmazhat a felhasználási körülményekre. Például P: személyabroncs, T: pótkerék ideiglenes használatra („keskeny pótkerék”), NHS: terepjáró, MH: lakókocsi, LT: kisteherabroncs, TR busz vagy teherautó vagy kisteherautó, HC: teherautó, ST: speciális pótkocsiabroncs országúti használatra, SL: csak mezőgazdasági használatra stb. Ez főleg az amerikai feliratokra jellemző, de Európában is előfordul (főleg ha ugyanolyan méret van például személyabroncsban is és kisteherabroncsban is).
- (2) 154/149 L

A 154 a névleges terhelési szám (teherbírási jelzőszám) egyedi szerelésben, a 149 ikerben, az L a névleges sebességjel. (A terhelési szám angolul Load Index, LI, a sebességjel Speed Symbol, SS)
Ezek mind kódok, minden terhelési számnak megfelel egy maximális terhelhetőség kg-ban (helyesebb lenne legalábbis kp-ot használni, de ez nem terjedt el), és minden sebességjelnek megfelel egy maximálisan megengedett sebesség km/h-ban:
| LI             | kg                   |  | LI             | kg                  |  | LI                  | kg                            |  | LI                  | kg                            |  | LI                  | kg                                 |  | LI                  | kg                                 |  | LI                  | kg                                      |
| 0 1 2 3 4      | 45 46,2 47,5 48,7 50 |  | 40 41 42 43 44 | 140 145 150 155 160 |  | 80 81 82 83 84      | 450 462 475 487 500           |  | 120 121 122 123 124 | 1 400 1 450 1 500 1 550 1 600 |  | 160 161 162 163 164 | 4 500 4 625 4 750 4 875 5 000      |  | 200 201 202 203 204 | 14 000 14 500 15 000 15 500 16 000 |  | 240 241 242 243 244 | 45 000 46 250 47 500 48 750 50 000      |
| 5 6 7 8 9      | 51,5 53 54,5 56 58   |  | 45 46 47 48 49 | 165 170 175 180 185 |  | 85 86 87 88 89      | 515 530 545 560 580           |  | 125 126 127 128 129 | 1 650 1 700 1 750 1 800 1 850 |  | 165 166 167 168 169 | 5 150 5 300 5 450 5 600 5 800      |  | 205 206 207 208 209 | 16 500 17 000 17 500 18 000 18 500 |  | 245 246 247 248 249 | 51 500 53 000 54 500 56 000 58 000      |
| 10 11 12 13 14 | 60 61,5 63 65 67     |  | 50 51 52 53 54 | 190 195 200 206 212 |  | 90 91 92 93 94      | 600 615 630 650 670           |  | 130 131 132 133 134 | 1 900 1 950 2 000 2 060 2 120 |  | 170 171 172 173 174 | 6 000 6 150 6 300 6 500 6 700      |  | 210 211 212 213 214 | 19 000 19 500 20 000 20 600 21 200 |  | 250 251 252 253 254 | 60 000 61 500 63 000 65 000 67 000      |
| 15 16 17 18 19 | 69 71 73 75 77,5     |  | 55 56 57 58 59 | 218 224 230 236 243 |  | 95 96 97 98 99      | 690 710 730 750 775           |  | 135 136 137 138 139 | 2 180 2 240 2 300 2 360 2 430 |  | 175 176 177 178 179 | 6 900 7 100 7 300 7 500 7 750      |  | 215 216 217 218 219 | 21 800 22 400 23 000 23 600 24 300 |  | 255 256 257 258 259 | 69 000 71 000 73 000 75 000 77 500      |
| 20 21 22 23 24 | 80 82,5 85 87,5 90   |  | 60 61 62 63 64 | 250 257 265 272 280 |  | 100 101 102 103 104 | 800 825 850 875 900           |  | 140 141 142 143 144 | 2 500 2 575 2 650 2 725 2 800 |  | 180 181 182 183 184 | 8 000 8 250 8 500 8 750 9 000      |  | 220 221 222 223 224 | 25 000 25 750 26 500 27 250 28 000 |  | 260 261 262 263 264 | 80 000 82 500 85 000 87 500 90 000      |
| 25 26 27 28 29 | 92,5 95 97 100 103   |  | 65 66 67 68 69 | 290 300 307 315 325 |  | 105 106 107 108 109 | 925 950 975 1 000 1 030       |  | 145 146 147 148 149 | 2 900 3 000 3 075 3 150 3 250 |  | 185 186 187 188 189 | 9 250 9 500 9 750 10 000 10 300    |  | 225 226 227 228 229 | 29 000 30 000 30 750 31 500 32 500 |  | 265 266 267 268 269 | 92 500 95 000 97 500 100 000 103 000    |
| 30 31 32 33 34 | 106 109 112 115 118  |  | 70 71 72 73 74 | 335 345 355 365 375 |  | 110 111 112 113 114 | 1 060 1 090 1 120 1 150 1 180 |  | 150 151 152 153 154 | 3 350 3 450 3 550 3 650 3 750 |  | 190 191 192 193 194 | 10 600 10 900 11 200 11 500 11 800 |  | 230 231 232 233 234 | 33 500 34 500 35 500 36 500 37 500 |  | 270 271 272 273 274 | 106 000 109 000 112 000 115 000 118 000 |
| 35 36 37 38 39 | 121 125 128 132 136  |  | 75 76 77 78 79 | 387 400 412 425 437 |  | 115 116 117 118 119 | 1 215 1 250 1 285 1 320 1 360 |  | 155 156 157 158 159 | 3 875 4 000 4 125 4 250 4 375 |  | 195 196 197 198 199 | 12 150 12 500 12 850 13 200 13 600 |  | 235 236 237 238 239 | 38 750 40 000 41 250 42 500 43 750 |  | 275 276 277 278 279 | 121 500 125 000 128 500 132 000 136 000 |

| Sebes- ségjel  | Sebesség (km/h) |  | Sebes- ségjel | Sebesség (km/h) |  | Sebes- ségjel | Sebesség (km/h) |  | Sebes- ségjel | Sebesség (km/h)     |  | Sebes- ségjel | Sebesség (km/h)     |  | Sebes- ségjel | Sebesség (km/h)            |
| A1 A2 A3 A4 A5 | 5 10 15 20 25   |  | A6 A7 A8 B C  | 30 35 40 50 60  |  | D E F G J     | 65 70 80 90 100 |  | K L M N P     | 110 120 130 140 150 |  | Q R S T U     | 160 170 180 190 200 |  | H V W Y Z     | 210 240 270 300 240 fölött |

A sebességjel néha (főleg nagyobb sebességkategóriák esetén) megjelenik a méretjelölésen belül is: 205/70 VR 14. A Z csak a méretjelölésen belül szokott előfordulni. A Z sebességjelű abroncsok sebességtűréséről minden egyedi esetben az abroncsgyártó ad felvilágosítást.
Néha előfordul a (W) felirat is, ami 270 km/h fölötti sebességet jelent, és a (Y), ami 300 km/h fölöttit.
Példaabroncsunk tehát legfeljebb 120 km/h sebességgel mehet, egyedi szerelésben 3750 kg-mal, ikerszerelésben 3250 kg-mal terhelhető. Vagyis egy olyan tengelynek, amelyre négy ilyen abroncs van szerelve, a terhelhetősége 13000 kg.
Ikerszerelésben azért kevésbé terhelhető az abroncs, mint egyediben, mert az út egyenetlenségei és az ikerbe szerelt abroncsok közti eltérések miatt az egyik abroncs a fél tehernél kisebbet visel, a másik fél tehernél nagyobbat, így ez túlterhelt lesz, és korábban tönkremegy. Ezért inkább kisebb maximális terhelést szoktak megengedni.
A névleges terhelési szám és sebességjel a méretjelölés közelében szokott elhelyezkedni.
- (3) 156/150 K

A 156 a kiegészítő terhelési szám egyedi szerelésben, a 150 ikerben, az K a kiegészítő sebességjel. A kiegészítő terhelési szám-sebességjel általában kijelenti, hogy az abroncs használható a névleges terhelhetőségnél nagyobb terhelés mellett, ha kisebb sebességnél használják. Vagy fordítva: nagyobb sebességnél, ha kevésbé terhelik. Ha ilyen kiegészítő információ nem található az abroncsfeliratok közt, akkor az abroncs simán a maximális terheléssel és maximális sebességgel használható, és semmi „kedvezmény” nincsen alacsonyabb terhelés vagy sebesség esetére sem.
 Egy kicsi kedvezmény azért van. Az ETRTO vagy az ENSZ-EGB előírások például megengedik, hogy ha a névleges sebességkategóriánál 10-20 km/h-val alacsonyabb sebesség mellett üzemeltetjük az abroncsot, akkor a névlegesnél 0-2%-kal jobban megterhelhetjük. A kiegészítő terhelési szám-sebességjel azonban ennél sokkal nagyobb „kedvezményt” biztosít.
Példaabroncsunk tehát terhelhető egyedi szerelésben 4000 kg-mal, ikerben 3350 kg-mal, ha legfeljebb 110 km/h sebességgel közlekedik.
A kiegészítő terhelési szám és sebességjel rendszerint a névleges után található az abroncson.
- (4) TREAD 5 STEEL PLIES, SIDEWALL 1 STEEL PLY

Ennek a felirati elemnek az első sora azt közli, hány betét található az övzónában, a második sora azt, hogy hány betét található az oldalfalban. A radiálabroncsban a karkasz radiálbetéte(i) a huzalkarikától huzalkarikáig tartanak (sőt kicsit tovább is), tehát ugyanaz a betét megtalálható az oldalfalban és a futózónában (övzónában) is. Az övbetétek csak a futózónában találhatók. Így tehát példaabroncsunkban 1 radiálbetét és 4 övbetét van, mind az öt acélkordból.
A diagonálabroncs a peremtől peremig húzódó karkaszbetéteken kívül a futózónában található párnabetéteket vagy zónabetéteket tartalmazhat. 
Egyéb lehetőségek: rengeteg egyéb lehetőség van. Személyabroncsnál a leggyakoribb a kettő, poliészterből készült radiálbetét, a két acélöv és 1 poliamid (NYLON) takaróöv. A kerékpárabroncsok általában textildiagonál abroncsok. A mezőgazdasági abroncsok (a radiálok is) textilbetétből készülnek. A repülőabroncsoknak a futója is tartalmaz szövetbetétet. A személyabroncsok tartalmazhatnak többféle anyagú öveket is, akár úgy is, hogy koronában egyfélét, vállban egy másikfélét. Sőt, az aszimmetrikus abroncsok eltérő övbetéteket is tartalmazhatnak egyik és másik oldalon.
A RAYON viszkózt jelent.
- (5) LR J

A gumiabroncsok terhelési tartományokba (LR: Load Range) sorolhatók. Az egyes tartományokat betűkkel jelölik. Ez a jelölés a mai napig gyakran előfordul az Amerikában (is) forgalmazott abroncsokon. Európában inkább a PR (Ply Rating) terjedt el, de már éppen megszűnőben van; a pontosabb terhelési szám kiszorítja.
Az első gumiabroncsokat pamutbetétekből gyártották. Ha nagyobb teherbírású abroncsot akartak előállítani, akkor több pamutbetétből készült. Így az abroncs teherbírását (a kor igényei szerint) egyértelműen jellemezte a betétszám.
Később elkezdték a pamutnál erősebb anyagokból gyártani az abroncsokat. Mivel ezek szilárdsága függött az anyagtól, a kord vastagságától, szerkezetétől, a gyártási eljárástól stb., így a betétszám már nem jellemezte egyértelműen az abroncs teherbírását. Ezért bevezették a PR-számot. A 18 PR-es abroncs teherbírása akkora, mint egy 18 pamutbetétes abroncsé.
A PR-számok párosával változnak (a régi diagonálabroncsok páros számú karkaszbetétből készültek, hogy szimmetrikusak legyenek), és egy-egy PR-szám egyértelműen megfelel a terhelési tartomány egy-egy betűjének:
| LR | A | B | C | D | E  | F  | G  | H  | J  | L  | M  | N  |
| PR | 2 | 4 | 6 | 8 | 10 | 12 | 14 | 16 | 18 | 20 | 22 | 24 |

Egy terhelési tartományba több terhelési szám is tartozhat, sőt a terhelési tartományok át is fedhetik egymást úgy, hogy egy-két terhelési szám két terhelési tartományban is megjelenhet. A terhelési tartomány már nem elég pontos a terhelhetőség kifejezésére, és Amerikában is egyre inkább kiszorítja a terhelési szám.
- (6) DOT B4 72

A DOT az USA közlekedési minisztériumát (Department of Transportation) jelenti. Az, hogy az abroncsfeliratok között megjelenik a DOT szó, azt jelenti, hogy az abroncs megfelel az USA-szabványoknak (FMVSS: Federal Motor Vehicle Safety Standards). A szabványok szerint meg kell felelni egy próbapadi vizsgálat követelményeinek, egy kúpszakítási vizsgálat követelményeinek, és a feliratra vonatkozó előírásoknak. Az amerikai rendszer öntanúsító, vagyis az abroncsgyártó maga köteles elvégezni rendszeresen a megfelelő vizsgálatokat és a vizsgálati eredményeket a vevők rendelkezésére bocsátani.
B4: a DOT minden gumiabroncsgyárnak kioszt egy gyári kódot, ennek kell itt szerepelnie. A B4 a budapesti abroncsgyárat jelentette. A felirati elemen belül a gyár határozza meg a méretkódot (példánkban a 72 a 315/80 R 22.5-t jelenti), és a kiegészítő (opcionális) kódot, amelyet arra használ, amire akar (pl. termékcsaládok vagy vevők vagy szabványok kódolására).
A személyabroncsoktól azt is megkövetelik az USA előírásai, hogy az abroncsot kategóriába sorolják kopásállóság, tapadás és hőállóság szempontjából. Ezért gyakran ilyenféle felirat látható az abroncson, rendszerint a váll közelében: TREADWEAR 220, TRACTION A, TEMPERATURE A. Ez az UTQG-minősítés
Kopás. A minősítés alapja: a vizsgált abroncs kopásállóságát összehasonlítják az összehasonlító abroncs kopásállóságával, és az eredményt az összehasonlító abroncs kopásállóságának százalékában fejezik ki. A vizsgálat mindig ugyanazon a próbapályán zajlik le Texasban. Konvojban haladó autókra szerelik a vizsgált és az összehasonlító abroncsokat. 7200 mérföldet tesznek meg (kb. 11585 km), és 800 mérföldenként ellenőrzik a kerékbeállítást, a belső nyomást, cserélik egy adott abroncs kerékhelyét (forgatják).
Tapadás. Az abroncsot mérőutánfutóra szerelik, blokkolva befékezik, és mérik, mekkora erővel kell húzni ahhoz, hogy a jármű tartsa a sebességet. A jármű egyenes vonalban halad nedves talajon. Ez a módszer (állandó sebesség) inkább a futógumi anyagát jellemzi, a mintázatot nem. Négy minősítési kategória van, ezek a jobbtól a rosszabb felé haladva: AA, A, B, C.
Hőállóság. A vizsgálati módszer célja eredetileg az volt, hogy azt tükrözze, hogy melyik abroncs milyen magas hőmérsékletet bír ki meghibásodás nélkül. Valójában ez egy egyszerű sebességsoros próbapadi vizsgálat: az első két lépcső kivételével félóránként 5 mérföld/órával (kb. 8 km/h) növelik a vizsgálódob sebességét. A valóságban a vizsgálati eredményt a hőállóságon kívül erősen befolyásolja a melegedés is (amelyik abroncs „hidegebben fut”, arra azt fogják mondani, hogy „jobban bírja a magas hőmérsékletet”), míg a terheléssel és kanyarodással kapcsolatos tulajdonságokról semmit nem mond, pedig a hőmérsékletet ezek is erősen befolyásolják. A módszer tulajdonképpen csak az abroncs sebességtűréséről ad valamilyen tájékoztató információt. Három minősítési kategória van, ezek a jobbtól a rosszabb felé haladva: A, B, C.
Az UTQG-minősítés eredeti célja az volt, hogy a vevőnek információt nyújtson az abroncs kiválasztásakor. A gyakorlatban ez inkább kevésbé mint többé vált be; a különböző abroncsok tulajdonságai olyan kevéssé különböznek egymástól, hogy csak akkor választanánk ez alapján, ha az autó mindig a szigorúan meghatározott vizsgálati körülmények között menne. A felhasználási körülmények sokkal nagyobb hatással vannak az abroncs „értékeire”; a vizsgálatitól eltérő körülmények között nem azok lesznek az értékes abroncsok, mint a vizsgálati körülmények között. A kopásvizsgálat például ahelyett, hogy tiszta tudományos vizsgálati eredményt képviselne, a reklám eszközévé vált.
- (7) 2008

Az abroncs gyártási idejét mutatja. Az első két számjegy a hetet mutatja, a második kettő az évet. Példaabroncsunk tehát a 2008. év 21. hetén készült.
Az abroncsgyártók nem egységesek abban a tekintetben, hogy az USA vagy az EU naptárát használják (az európai abroncsgyártók sem). De ez egy hétnél kisebb eltérést jelent, és így a célnak megfelel. A cél pedig az volt, hogy nyomon lehessen követni, mennyire öregedett már el az abroncs, például a vevő visszautasíthassa a több évvel ezelőtt gyártott abroncs megvásárlását. Öt évnél öregebb abroncsra az abroncsgyártók nem szoktak garanciát vállalni, akkor sem, ha még nem használták, csak raktárban volt.
A gumiabroncs korát nem csak a gyártási idő határozza meg, hanem a használat módja, ideje is. Az abroncs főként kerékre szerelt állapotában öregszik a belsejében lévő sűrített levegő hatására. A közvetlen napfény, vagy a párás klíma is gyorsítják az öregedést, de a helytelen légnyomás is rövidíti az élettartamát. Tehát, ha a kereskedő helyesen tárolja, akkor egy évnyi tárolás öregedése 3 heti használattal lesz egyenlő.
2000 előtt a gyártás idejét háromjegyű számmal jelölték (az évet csak az utolsó számjeggyel). Ha van az utolsó, harmadik számjegy után egy kis háromszög (nem mindig van), az azt jelenti, hogy a múlt század utolsó évtizedében készült az abroncs.
- (8) MAX LOAD SINGLE: 8820 LBS AT 123 PSI COLD, MAX LOAD DUAL: 7835 LBS AT 123 PSI COLD

Ez a felirati elem a maximálisan megengedhető terhelést és nyomást mutatja az USA-ban használt mértékegységekben (fontban és font/négyzethüvelykben). A Single egyedi szerelésben, a Dual ikerszerelésben. Ezek a terhelési és nyomásértékek körülbelül megegyeznek az európai mértékegységekben kifejezett értékekkel, de nem feltétlenül pontosan. A kerekítéseken kívül még amiatt is esetleg, hogy a TRA (amerikai abroncsgyártók szövetsége) nem pont ugyanúgy szabványosította ezeket az értékeket, mint az ETRTO (európai abroncs- és pántgyártók műszaki szervezete).
A COLD arra utal, hogy a nyomást hidegen kell mérni, vagyis példaabroncsunk belső nyomása környezeti hőmérsékleten nem haladhatja meg a 123 psi-t (ha meleg az abroncs, akkor persze nagyobb a nyomás, csak nem tudjuk megmondani, hogy nagyobb-e a megengedettnél, mert az előírás a hideg abroncsra vonatkozik).
- (9) MAX 4000; 3350 KG, MAX 8,5 BAR

Ez a felirati elem a (8) ponthoz hasonlóan a maximálisan megengedett terhelést és nyomást mutatja egyedi (SINGLE) és ikerszerelésben (DUAL), csak európai mértékegységekben. A bart egyre jobban kiszorítja az SI-mértékegységrendszerbe tartozó kPa.
- (10) 22.5 x 9.00 (22.5 x 9.75)

Ez a felirati elem azt mutatja példaabroncsunk esetében, hogy az abroncshoz a 22.5 x 9.00 méretű kerékpánt az ajánlott (pántátmérő x pántszélesség, hüvelykben), de megengedett a 22.5 x 9.75 méretű is.
- (11) E7 009123

Ez az abroncs E-jele (jóváhagyási száma). Gyakorlatilag európai szabványt jelent.
A mindenkori jogszabály előírja, mely szabványok érvényesek a gumiabroncsra. Régebben az MSZ szabványok számának is szerepelnie kellett az abroncs feliratában. Ugyanakkor az ENSZ-EGB (Európai Gazdasági Bizottság, angolul UNECE) keretében 1958 óta létezik a Genfi Egyezmény a gépjárműalkatrészekkel szemben támasztott egységes követelményekről, és ehhez az egyezményhez előírások tartoznak. Az egyezményhez csatlakozott országok ugyanazt várják el az adott autóalkatrésztől. Ha az adott autóalkatrész (pl. gumiabroncs, biztonsági öv stb.) teljesíti a megfelelő előírás követelményeit, akkor jóváhagyják, és a jóváhagyási számot feltüntetik az autóalkatrészen. A jóváhagyó ország értesíti a többi országot a jóváhagyásról, és ezután az egyezményhez csatlakozott többi ország is elfogadja jóváhagyottnak az adott autóalkatrészt.
Európában nagyon hamar jó hivatkozási alappá vált az E-jel. Ha egy termékről ismert volt, hogy E-jele van, akkor ismert volt az is, hogy milyen minimális követelményeknek felel meg. A személyabroncsokra a 30. előírás vonatkozott, a teherabroncsokra az 54. előírás. Ezek követelményei a fő méretekre, próbapadi vizsgálatra és a feliratokra vonatkoznak.
Amikor a kilencvenes években sorra megszűntek a gumiabroncsokra vonatkozó MSZ szabványok, Magyarországon már javában el kellett fogadni a külföldi abroncsok esetében az E-jelet, és a Magyarországon jóváhagyott abroncsokat is el kellett fogadni számos európai országban. Ezért a jogszabály) egyszerűen úgy módosult, hogy Magyarországon a közlekedésben azok a gumiabroncsok vehetnek részt, amelyeknek E-jelük van. A gumiabroncsok kérdésében Magyarország már a kilencvenes években egységes volt Európával.
Az egyezmény nagy nemzetközi tekintélyét mutatja, hogy a legtöbb európai ország csatlakozott hozzá, sőt újabban nem európai országok is, például Ausztrália.
A 30. és 54. előírás után más ENSZ-EGB-előírások is születtek a gumiabroncsokkal kapcsolatban. A 64. előírás a pótkerekek abroncsairól szól, a 75. előírás a motorkerékpár- és mopedabroncsokról, a 88. előírás a kétkerekű járművek fényvisszaverő abroncsairól, a 106. előírás a mezőgazdasági abroncsokról, a 108. az újrafutózott személyabroncsokról, a 109. az újrafutózott teherabroncsokról, a 117. előírás az abroncsok gördülési zajáról és nedves tapadásáról.
Az európai rendszer kijelölt szervezetek jóváhagyására épül. A csatlakozott országok kijelölnek egy hatóságot és néhány (a gyártótól független) vizsgálóintézményt, és a vizsgálati és hatósági eljárás eredményeképpen jóváhagyják a gumiabroncsot (vagy elutasítják a jóváhagyási kérelmet). A jóváhagyó ország semmit sem mond arról, hogy hol gyártották az abroncsot.
Ugyanakkor az EU-nak is vannak előírásai az abroncsokra is, amelyek az egyes irányelvekben (direktívákban) találhatók. Ha az abroncs megfelel ezeknek, akkor jóváhagyják, és az abroncs oldalfalán megjelenik az e-jel, ami egy kis e betűből és a jóváhagyási számból áll. Az ENSZ-EGB és az EU gumiabroncsra vonatkozó előírásai sokszor teljesen megegyeznek, néha apró különbségek lehetnek köztük. Általában az ENSZ-EGB-től veszi át az EU, de néha fordítva (ilyen például a zajelőírás, amiről a 2001/43/EK irányelv szól, a 117. előírást meg csak 2007-ben hagyta jóvá az ENSZ-EGB. Viszont a 117. előírás tartalmazza a nedves tapadással szemben támasztott követelményeket is.
Ha az abroncsot a zajelőírás szempontjából is jóváhagyták, akkor még egy jóváhagyási szám jelenik meg rajta, az S (és esetleg a W) betűvel, ami a zajra (sound) és a nedves tapadásra (wet traction) utal.
Példaabroncsunkban az E azt jelenti, hogy az abroncsot az ENSZ-EGB abroncsra vonatkozó előírása (mivel ez egy teherabroncs, az 54. előírás) alapján hagyták jóvá. A 7 azt jelenti, hogy Magyarországon hagyták jóvá. A 00 azt jelenti, hogy a jóváhagyáskor az előírás nem változott még meg olyan mértékben, hogy a verziószámot 01-re kellett volna léptetni. A 9123 a jóváhagyás száma. Az egyes jóváhagyók maguk alakítják ki a rendszert, hogy mikor (vagy melyik abroncsra) melyik jóváhagyási számot alkalmazzák.
A 0003013 – S e2 azt jelentené, hogy a 2001/43/EK irányelv szerint megvizsgálva az abroncs gördülési zaját Franciaországban jóváhagyták a 0003013 számon.
- (12) AT 123 PSI

Ez a „vizsgálati nyomás jelzőszám”, ami az E-jelhez szükséges próbapadi vizsgálathoz tartozik, ezért általában az E-jel közelében található az abroncson. Ez egy kódszám, amelyhez egy nyomásérték tartozik. Erre a nyomásra felfújva kell elvégezni a próbapadi vizsgálatot. Az esetek többségében ez gyakorlatilag megegyezik az adott abroncs maximálisan megengedett nyomásával psi-be (font/négyzethüvelyk) átváltva.
- (13) RADIAL

Ez a karkasz radiális szerkezetére utal (a karkaszban a kordok iránya merőleges a koronavonalra).
- (14) STEEL

Ez a teherviselő abroncsalkatrészek anyagára utal. Nem egységes a felfogás: néha a STEEL csak annyit jelent, hogy valamely betétek (leginkább övbetétek) acélkordból készültek (és ha minden acélból lenne, akkor ALL STEEL állna az oldalfalon), máskor meg azt jelenti, hogy az abroncs összes vázanyaga acélból készült.
- (15) REGROOVABLE

Az abroncs utánvágható az abroncsgyártó által kiadott utánvágási előírás szerint.
- (16) TUBELESS

Az abroncs tömlő nélküli. Néha TL-nek rövidítik. A tömlőst a TUBE TYPE (TT) felirat jelezheti. Ha az abroncson egyik sem látható, akkor valószínűleg tömlős (sok szabvány kötelezően előírja a tömlő nélküliekre a TUBELESS feliratot).
- (17) M + S

Mud & Snow: „hóba-sárba jó” gumiabroncs. Ezek általában mélyebb, lefelé gyorsabban keskenyedő csatornával, telítetlenebb mintázattal rendelkeznek, mint a „normál” abroncsok.

### Egyéb felirati elemek
Az abroncson általában a legnagyobb betűkkel szerepel a gyártó neve és/vagy emblémája, márkajele; valami jelzés arra, hogy az abroncs milyen termékcsoportba tartozik (pl. ENERGY, EAGLE stb.), ami rendszerint az abroncs tulajdonságairól is elárul valamit, főleg ha korábban már hallottunk valamit ugyanerről a termékcsoportról.
Reinforced: erősített (nagyobb teherbírású) kivitel, főleg a karkasz erősített. Akkor szokták alkalmazni, ha ugyanabból a méretből van egy normál (az erősítettnél gyengébb) kivitelű abroncs is.
TWI: a vállon található ez a felirat. Ahol ez áll, ott található a mintázatban a kopásjelző. A kopásjelző egy kis híd alakú kiemelkedés a csatornafenéken, melynek magassága általában 1,6 mm. Ezért a személyabroncsot (Magyarországon) legkésőbb akkor kell leszerelni a járműről, amikor a kopásjelző egy szintbe kerül a mintázati elemek „tetejével”; az újrafutózáshoz és az utánvágáshoz ez már általában késő, és nem is ajánlott eddig lekoptatni az abroncsot, de a jogszabály eddig megengedi a használatát. (Mivel Magyarországon a teherabroncsok zömére 3 mm a minimálisan előírt csatornamélység, ezért itt nem segít a kopásjelző, a csatornamélységet így is, úgyis meg kell mérni ahhoz, hogy megállapítsuk, le kell-e már szerelni az abroncsot a járműről, vagy még nem ütközik törvénybe a használata.) A kopásjelző gyakran egy furatot is tartalmaz; ez az utánvágási mélységet mutatja.
Az újrafutózó is elhelyezhet feliratot az abroncsnak azon a részén, amely az ő műve. Leggyakoribb a cégjelzés, az E-jel, és maga a tény, hogy ez újrafutózott abroncs (leggyakrabban RETREADED, de itt már mindenféle nyelven is viszonylag gyakran előfordul az „újrafutózott”; magyarul még a „felújított” is).

### Szabványok
Az abroncsfeliratoknak meg kell felelniük azoknak az előírásoknak, amelyek a felhasználás helyén érvényesek (a két legfontosabb előírásrendszerről, az ENSZ-EGB és a DOT előírásairól már volt szó, de sok országnak saját előírásai vannak, amelyek többé vagy kevésbé eltérhetnek az említettektől. Egyes országok átveszik valamelyik közeli „nagy testvér”, például USA, Kína, Brazília, Szaúd-Arábia stb. előírásait). Így a kötelező és nem kötelező felirati elemekről is csak egy adott ország (vagy például EU) vonatkozásában van értelme beszélni. A kötelező feliratokon kívül nem kötelező elemek is előfordulhatnak, melyeket a gyártó például a vevők megszokott kívánságára helyez el az abroncson.
Az egyes szabványok általában csak minimumkövetelményeket tartalmaznak a feliratokra. Egy ellenpélda: az ENSZ-EGB-előírások előírják, hogy a névleges terhelési szám(ok)nak és sebességjelnek közvetlenül a méretjelölés után kell állnia, a kiegészítő terhelési szám(ok)nak és sebességjelnek pedig a névleges mellett. De ez elég ritka, így az egyes szabványok általában nem ütik egymást, és egy feliratozás megfelelhet egyszerre több szabványnak is.
Az ETRTO (európai gumiabroncs- és pántgyártók műszaki szervezete) évente ad ki évkönyvet, amely tartalmazza az egyes abroncsméretek (pl. 195/60 R 16) fő felfújt méreteit (külső átmérő, profilszélesség), a maximálisan megengedett megnőtt átmérőt és profilszélességet, amely esetén az abroncs nem használható tovább, a terhelhetőséget és a belső nyomást, a pántokat. (Ezenkívül általános információkat is nyújt, például a feliratozásról, az abroncs jellemzőinek értelmezéséről, a gördülési kerületről stb.) Szorosan véve ez nem szabvány, de az abroncs- és járműgyártók szabványként használják, sőt szabványok hivatkoznak az ETRTO (illetve annak amerikai testvére, a TRA, a japán JATMA stb.) évkönyvére. Az ETRTO, az ENSZ-EGB és az EU előírásai szinte teljesen megegyeznek.

## Hulladékhasznosítás
Az elhasználódott gumiabroncsok óriási mennyiségű hulladékot jelentenek világszerte, csak Magyarországon a második Országos Hulladékgazdálkodási Terv évi 40-45 ezer tonna keletkezésével számol, a Hulladékgazdálkodási Információs Rendszer adatai szerint 2007-ben 52,5 ezer, 2008-ban 60,8 ezer tonnát gyűjtöttek be.

### Felújítás, továbbhasználat
A hulladékként begyűjtött használt abroncsok egy része még alkalmas használt abroncsként továbbértékesítésre, más részüket pedig a futó felújításával (újrafutózással) ismét használatra alkalmas állapotba lehet hozni. Ez a módszer különösen elterjedt a repülőgépfutóművek abroncsainál, ezeket tipikusan 7-9-szer futózzák újra a használat során. Ez is mutatja, hogy a megfelelő technológiával felújított abroncsok egyáltalán nem másodrangú minőségűek. Ennek ellenére (a megjelenő olcsó új termékek miatt) a személygépkocsiknál az újrafutózás gyakorlatilag megszűnt.

### Anyag újrafelhasználás
Rengeteg területen nyílik lehetőség rá, hogy az abroncsokat akár egészben, akár feldarabolva hasznosítsuk. Egész abroncsok használhatók például hulladéklerakók geotextil szigetelésének leszorítására vagy tengeri búvóhelyek létesítésére a halak számára, játszóterek kialakítására vagy kikötői ütközőknek.
Felaprított (shredderezett) alakban is sok felhasználási területe van a kinyerhető guminak. Az építőiparban beton adalékaként kihasználható, hogy könnyebb, mint a kavics (sűrűsége kb. 1 g/cm³ a 2,7 g/cm³-rel szemben), illetve betonelemek közé helyezve rezgéscsillapítóként használható. Nagy mennyiségben azonban inkább az útépítés lehet a felhasználója a guminak. Akár utak alapozásában, akár gumiaszfalt formájában nagy mennyiségű hulladékanyag használható újra.
A gumiaszfaltnak számos előnye van. Csendesebb, tartósabb (2-3-szor hosszabb az élettartama) és gyorsabban levezeti a vizet, mint a hagyományos aszfalt.
Az alkotók szétválogatásával granulátum, lap vagy por formájában tovább hasznosítható gumihoz, beolvasztható acélhoz és anyagában hasznosítható textilhez lehet jutni. A gumi részből készíthető műfüves futballpálya, rugalmas játszótér- vagy istállópadló, futópálya.
Kísérleti jelleggel 2003-ban a skót Napier University kutatói foglalkozni kezdtek kéntelenítő baktériumok felhasználásának lehetőségével. A baktériumok lebontják a vulkanizálás során felépülő kénhidakat, így visszanyerhető a kaucsuk, és elválaszthatók tőle az abroncs egyéb alkotói (különböző fémek, pl. cink, kén, korom). Az így nyert tiszta anyag tetszőleges célra, akár az abroncsokból nyersen kinyerhető granulátumot kevert jellege miatt felhasználni nem tudó gumiabroncsgyártásban is felhasználható.

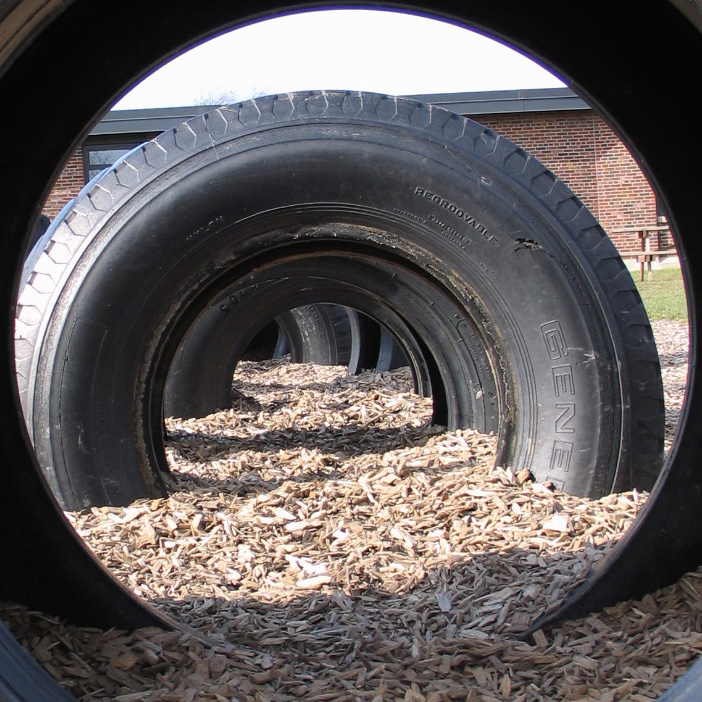
Felhasználás játszótéren
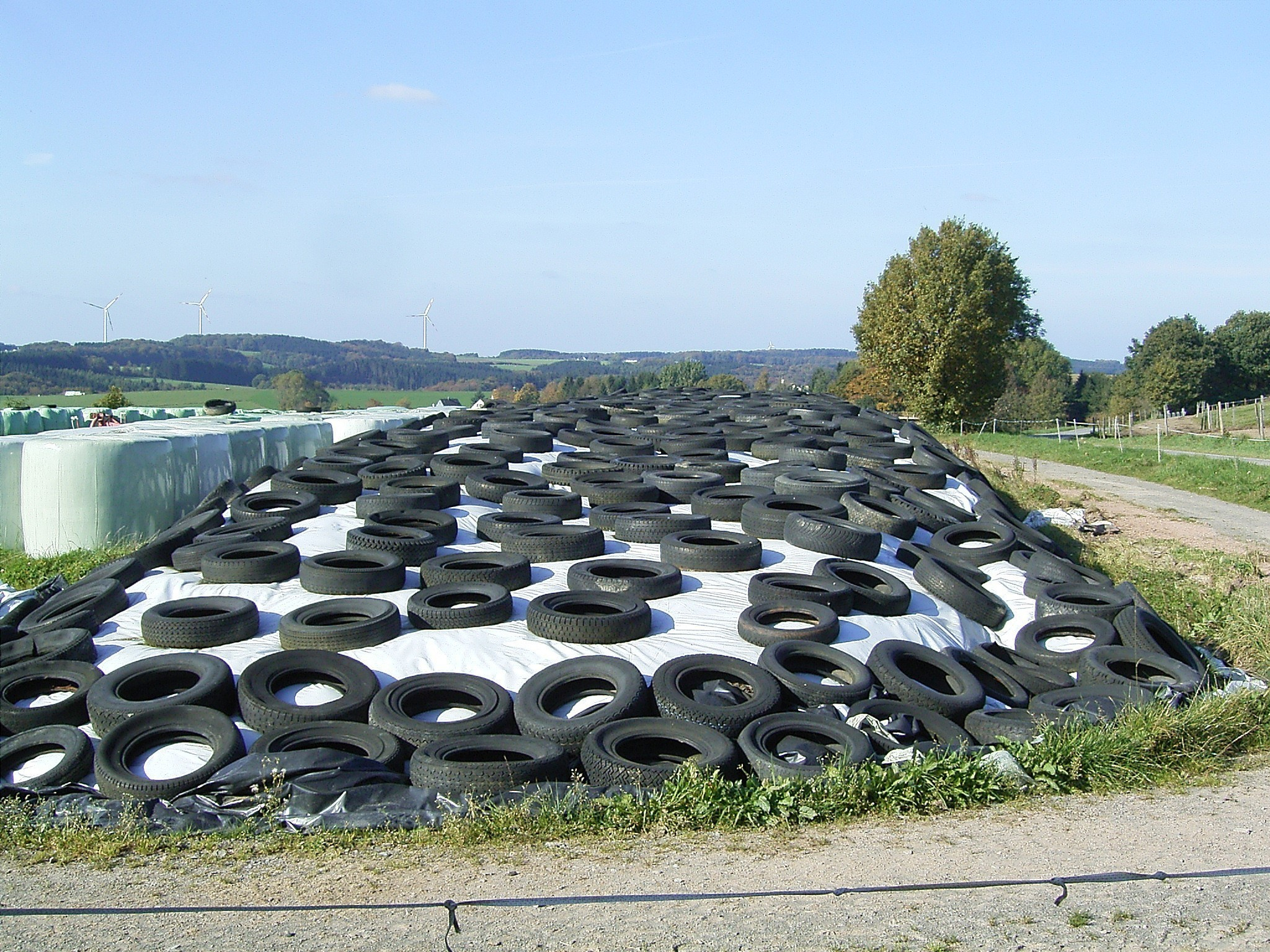
Ponyva leszorítása szabadtéri silónál
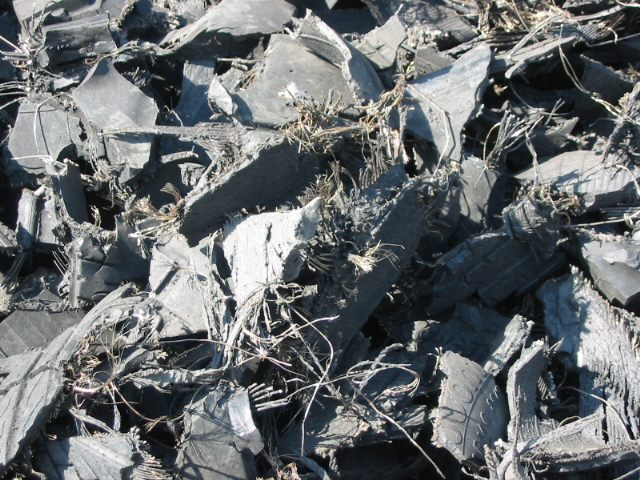
Aprított gumiabroncs
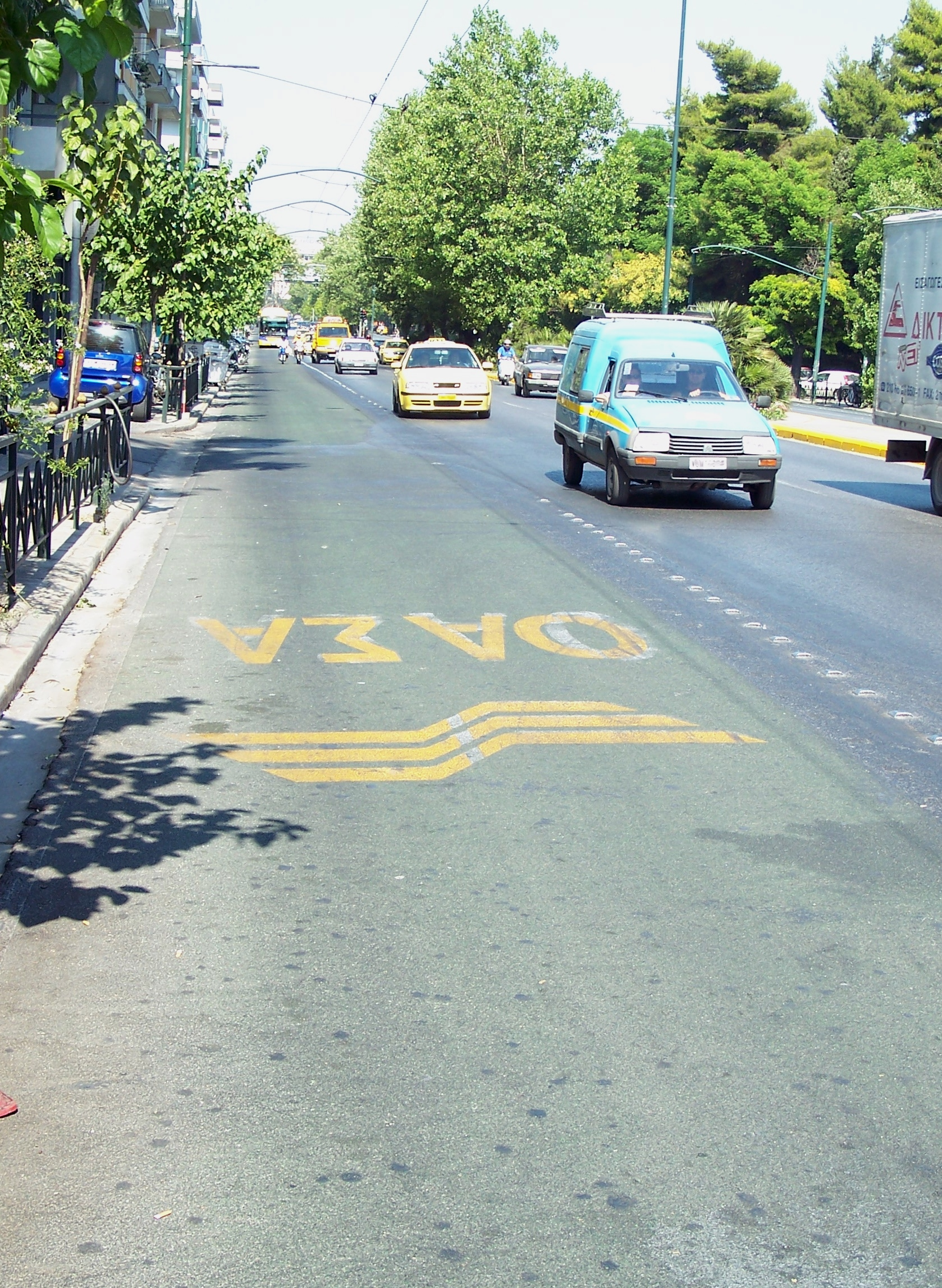
Gumiaszfaltból készült buszsáv Athénban

### Elégetés
Az abroncsok elégetése elterjedten alkalmazott eljárás, elsősorban cementgyárakban. Fűtőértéke (9 kWh/kg) körülbelül megegyezik a szénével, kevesebb szén-dioxid keletkezése mellett, a keletkező mérgező füstgázokat pedig biztonságosan ki tudják szűrni.